# Unglücke im Ruhrbergbau

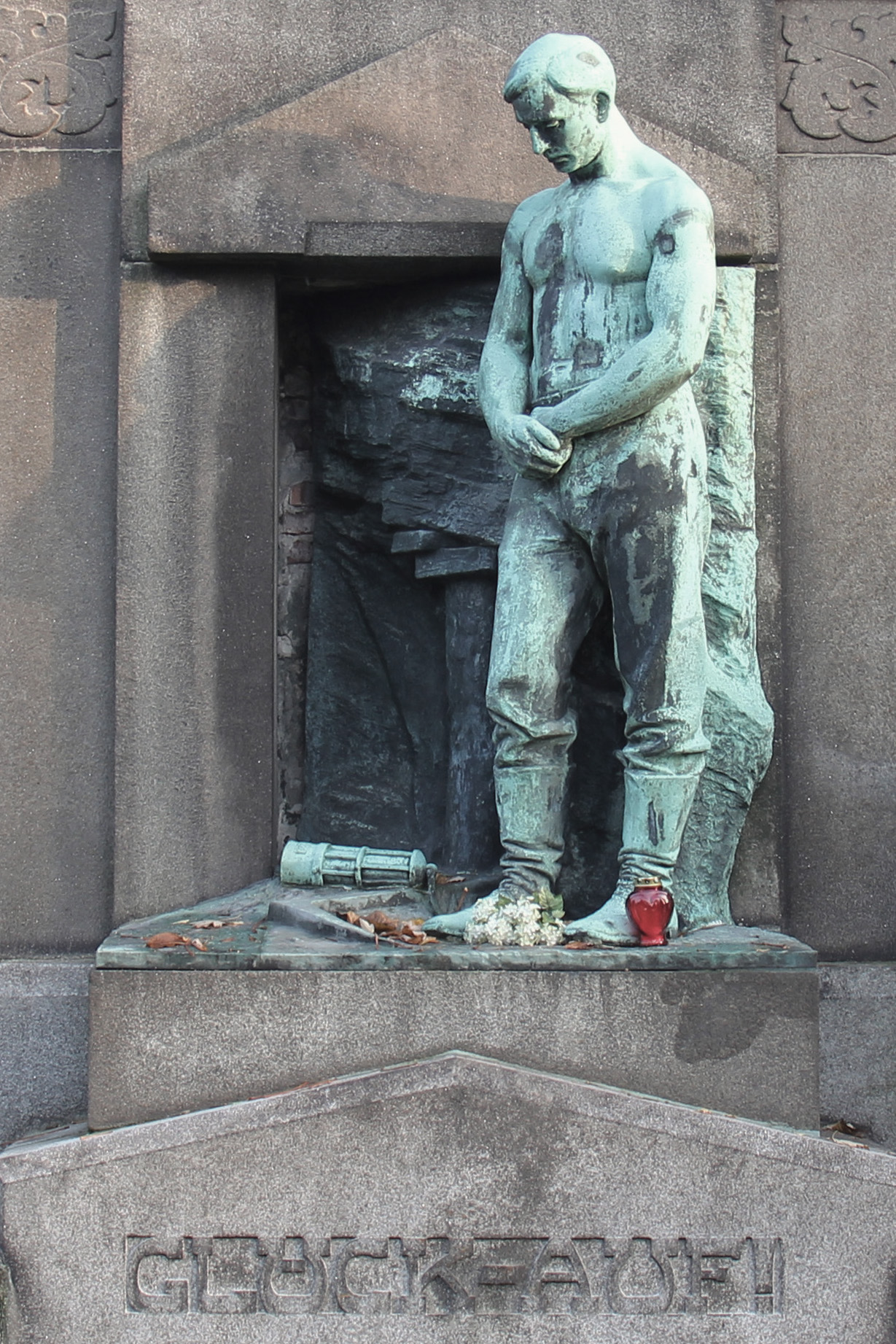
Statue eines trauernden Bergmanns, Teil des Denkmals zum Grubenunglück von 1912 in Gerthe

Der Beruf des Bergmanns war immer und überall ein gefährlicher Beruf. Neben den alltäglichen Gefahren eines Arbeitsunfalls lauern unsichtbare Gefahren. Die Angst vor dem Tod und der „letzten Schicht“ (Bergmannsbegräbnis) war lange Zeit ein stetiger Begleiter der Bergleute.
In der Montanregion Ruhrgebiet arbeiteten zeitweise über 30 % der Männer im Bergbau. Seit dem Beginn der Industrialisierung bis in die 1950er-Jahre gehörten tödliche Unfälle zum traurigen Bestandteil des Alltagslebens.

## Gefahren im Ruhrbergbau

Zeitungsseite des Bochumer Anzeigers zur Schlagwetterexplosion auf Zeche Präsident, 1936

Im Ruhrbergbau kam es zu vielen Grubenunglücken. Diese hatten eine Häufung in den Anfängen des industriellen Bergbaus sowie in den Zeiten der Weltkriege, wo oft auf die geringen Sicherheitsvorkehrungen noch weniger geachtet wurde.
Ein großes Problem waren die Grubengase, welche Schlagwetterexplosionen auslösen konnten. Einige Zechen galten geradezu als berüchtigt. Auf der Zeche Neu-Iserlohn in (Bochum-)Langendreer kam es zu dem ersten Unglück mit mehr als 100 Toten, und auch schon vorher und nachher kam es hier zu sogenannten „Schlagenden Wetter“. Gleiches galt für die benachbarte Zeche Bruchstraße, die beide die gleichen, stark methanhaltige Flöze abbauten, wo sich dann explosive Gase bilden konnten. Eine defekte Grubenlampe oder die Auswirkungen des Schießens (Sprengung unter Tage) konnten dann der ausschlaggebende Funke sein. Auch bestand die Gefahr einer Kohlenstaubexplosion.
Gefahren kamen auch durch einbrechende Steine oder Kohlemassen (Gebirgsschlag), Strebbrüche, Wassereinbrüche in die Stollen, Fahrunglücke wie ein Seilriss des Förderkorbes oder Erstickungstod bei Grubenbränden, durch giftige Gase oder Mattes Wetter (fehlender Sauerstoff).
Die Unglücksgefahren konnten durch verschiedene gesetzliche Vorschriften gemindert werden. So wurden nach dem Grubenunglück 1908 auf der Zeche Radbod elektrische Sicherheitslampen eingeführt. Die Westfälische Berggewerkschaftskasse (WBK) betrieb zur Ursachenforschung und Unfallverhinderung eine Versuchsstrecke für Schlagwetterexperimente in Dortmund. Auch im Wirtschaftsleben schlug es sich nieder. So war ein großer Hersteller von Grubensicherheitslampen, Wilhelm Seippel, in Bochum ansässig. Ebenfalls in Bochum wurde von der Firma Heintzmann das TH-Profil entwickelt, das beim Stahlausbau im Bergbau aufgrund seiner definierten Nachgiebigkeit nicht nur einen Entwicklungssprung darstellte, sondern auch die Gefahr eines Strebbruchs reduzierte.
Seit den 1950er-Jahren konnte die Anzahl der Schlagwetterexplosionen durch bessere Bewetterung, Sicherheitsmaßnahmen und bessere Messgeräte erheblich reduziert werden. Die Wichtigkeit der guten Bewetterung zeigt sich darin, dass eigens Bergleute als Wettermänner eingestellt waren. Auch die Einführung der Filterselbstretter im Ruhrbergbau verhinderte die Erstickung durch Kohlenmonoxid bei Grubenbränden oder anderen Schadereignissen. Eventuell hätten auch über 200 Bergleute 1946 auf Zeche Grimberg nicht den Tod finden müssen, wenn die Technik der Selbstretter, die seit den 1930er bekannt war, schon eine Pflicht gewesen wären. Erst 1952 wurde, nach jahrelangen Tests, das kleine Einmal-Gerät zur Pflichtausrüstung für Kumpels. Danach konnten in der Zeit von 1953 bis 1960 mehr als 600 Bergleute mit dem Filterselbstretter aus einem Gefahrenbereich in sichere Wetter flüchten.
Trotz aller strengen Sicherheitsmaßnahmen zur gab es weiterhin Todesfälle, auch Schlagwetterunglücke. Diese waren, trotz geringerer Todeszahlen, immer noch die größeren Unglücke. So starben 1966 auf der Zeche Rossenray in Kamp-Lintfort 16 Bergleute und 1968 gab es auf der Zeche Minister Achenbach in Lünen 17 Toten.

## Rettungswesen

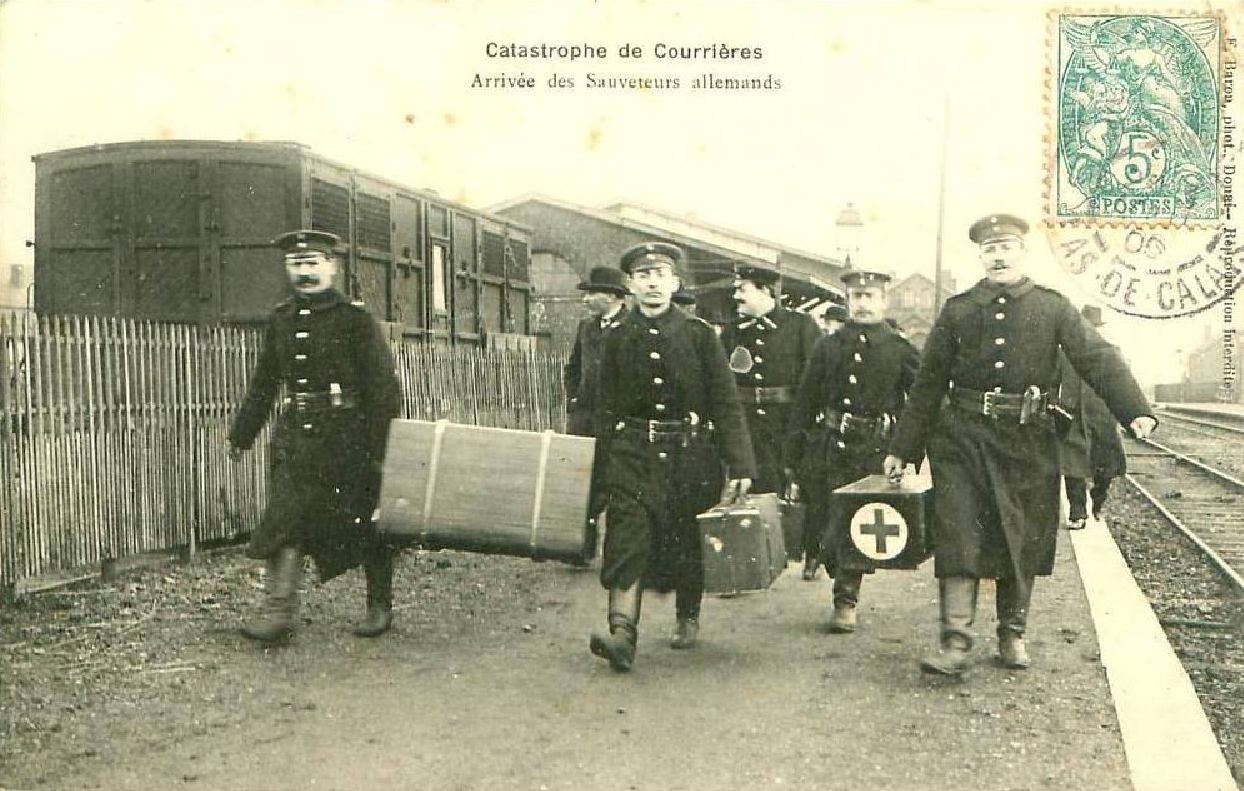
Rettungsmannschaft aus dem Ruhrgebiet auf dem Weg zum Grubenunglück in Courrières

Die Gefahr großer Unglücke ging hauptsächlich von Explosionen aus. Die Brände unter Tage waren, mit der Ausnahme des Grubenbrandes auf der Zeche Zollern im Jahr 1891, von geringerem Ausmaß. Brände über Tage kamen dagegen häufig vor, besonders als die Gebäude der Tagesanlagen noch aus Holz bestanden. Die Zeche Rheinelbe richtete als eine der ersten Schachtanlagen in den 1880er eine freiwillige Betriebsfeuerwehr ein.
Die Grubenwehren, die sich entwickelten, waren ein Teil dieser Werkfeuerwehren. Die Idee entstand um 1885. Vorreiter war hier Generaldirektor Karl Behrens von der Zeche Hibernia in Herne. Auch in Gelsenkirchen und Bottrop etablierten sich bald danach Berufsgrubenwehren.
Weltweite Aufmerksamkeit bekamen die Grubenwehren aus dem Ruhrbergbau beim Grubenunglück von Courrières vom 10. März 1906. Eine aus Freiwilligen bestehende deutsche Rettungsmannschaft von 25 Grubenwehrmännern von den Zechen Shamrock und Rheinelbe brach am Abend des 11. März nach Frankreich auf. Sie drangen mit Hilfe von Atemgeräten auf der Suche nach Überlebenden in die Gasschwaden vor und bargen dort Tote. Die Aufmerksamkeit war unter anderem so groß, da diese Hilfsaktion vor dem Hintergrund der angespannten Beziehungen zwischen der französischen 3. Republik und dem Deutschen Reich stattfand (siehe auch Revanchismus).

## Soziale Aspekte

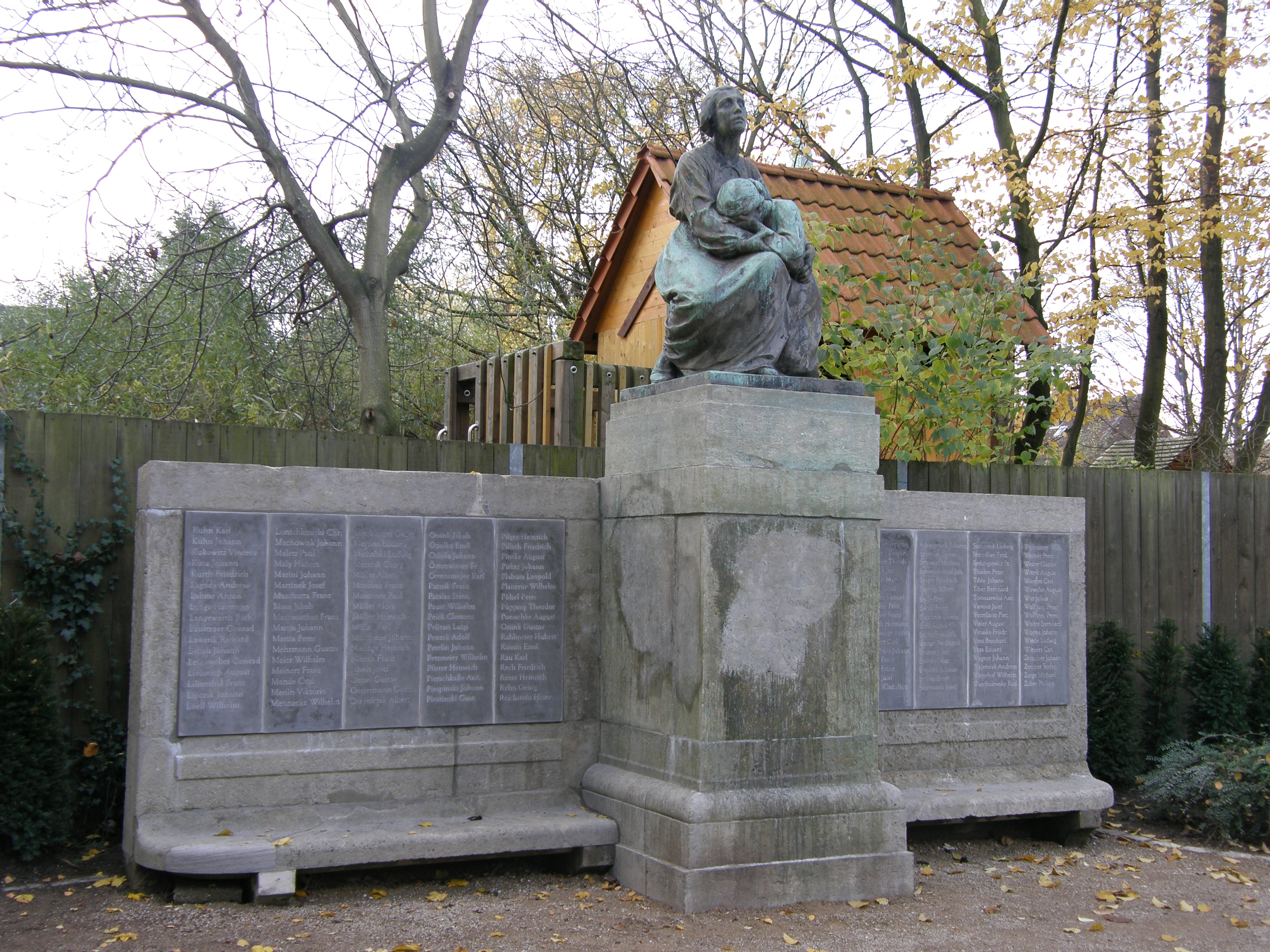
An der Gedenkstätte Zeche Radbod wird eine kniende Witwe mit Kind dargestellt

Der Tod eines Bergmanns konnte auch gleich die ganze Familie in die Not reißen. Früher gab es nur unzureichende Zuwendungen für die Hinterbliebenen. Eine noch dramatischer Auswirkung konnte ein großes Grubenunglück haben, wenn die ganze Schicht umkam. Es gab dann in den Bergarbeitersiedlungen teils ganze Straßenzüge, in denen die Ernährer fehlten. Bei dem großen Unglück im Jahr 1946 auf der Zeche Grimberg mit über 400 toten Bergmännern beklagten 283 Witwen den Tod ihrer Ehemänner, und 433 Kinder verloren ihren Vater.
Somit waren die Sicherheitsbedingungen wie unzureichende Bewetterung (Belüftung) auch immer wieder ein Thema bei den großen Bergarbeiterstreiks.
Naturgemäß erregten die Massenunglücke oft große Aufmerksamkeit. Von mehreren der großen Unglücke lassen sich noch heute Denkmäler und Grabanlagen finden. Auch wird regional an die Unglücke gedacht.
Der Arbeiterdichter Heinrich Kämpchen beschäftigte sich in seinen Gedichten auch oft mit der schlechten Situation der Bergleute. So befasst sich auch sein Gedicht „Wenn der Bergmann …“ mit den Gefahren unter Tage.
Wenn der Bergmann in die Grube fährt, weiß er nicht, ob heil er wiederkehrt,
ob die First dem Drucke widersteht, ob der Pfeiler nicht zu Bruche geht,
ob das Wetter nicht Verderben braut, ob das Tageslicht er wiederschaut.
Nicht umsonst hat man das Wort geprägt, dass er stets sein Totenhemde trägt.
Lauert doch dort unten tausenfach, jäher Tod auf ihn und Ungemach.
Wenn der Bergmann in die Grube fährt, weiß er nicht, ob heil er wiederkehrt.
Der Beruf des Bergmanns war nicht nur eine harte Arbeit, sondern auch mit einer ständigen Lebensbedrohung verbunden. Ein Aspekt, der in der Revierfolklore keine Rolle spielt.

## Gedenken und Ehrung

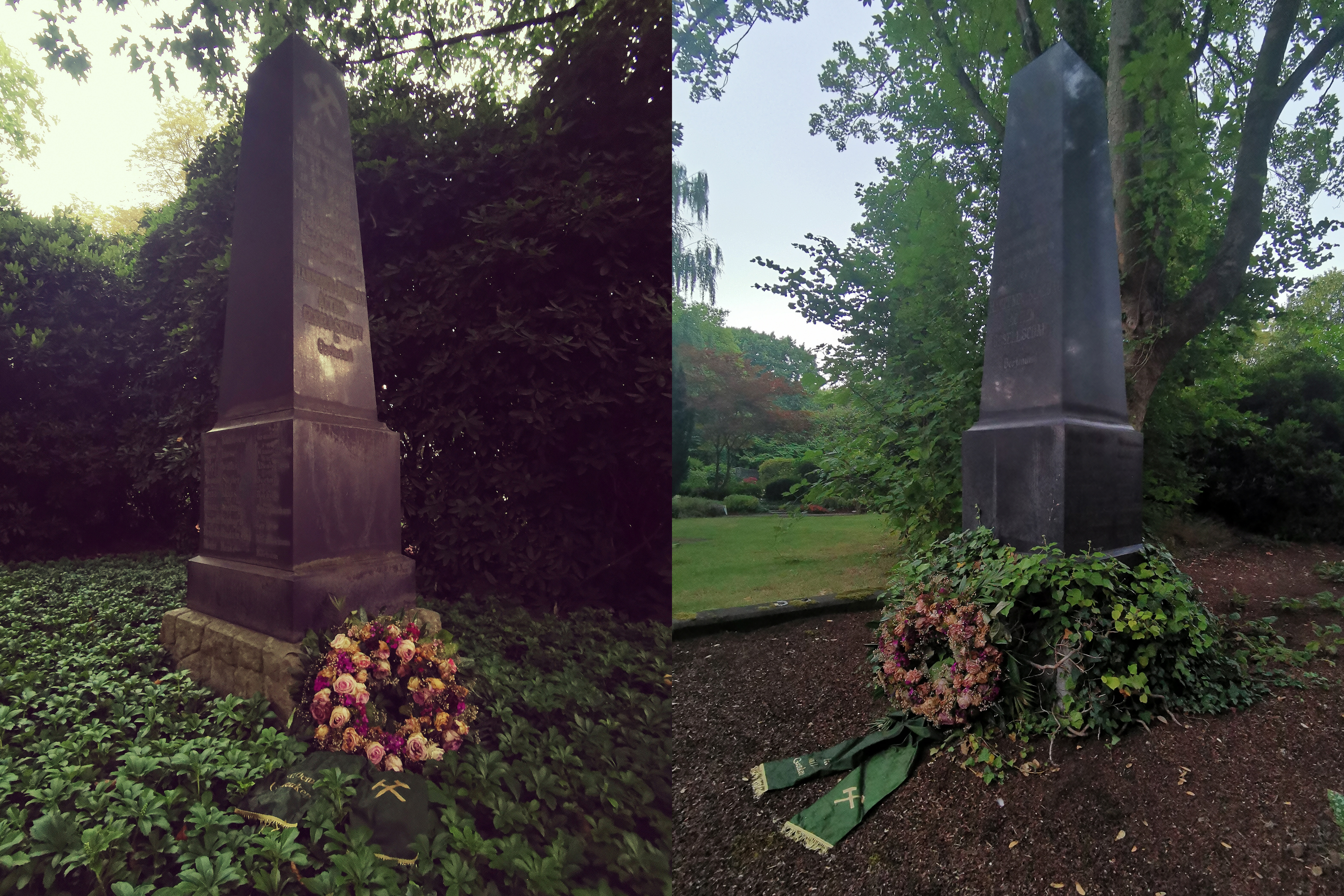
Zwei Ehrengräber des Unglücks auf Zeche Prinz von Preußen, 1895.
Links die evangelischen, rechts die katholischen Kumpel.

In der Zeit der 1860er bis um die Jahrhundertwende kam es vor, dass die verunglückten Kumpel konfessionell getrennt bestattet wurden. Dies ist der damaligen religiösen Auffassung geschuldet. Dies widerspricht aber dem gemeinsamen Kameradschaftsgeist der gefährlichen Arbeit unter Tage sowie der Tatsache, dass man zusammen sein Leben gelassen hat. Für diese Art der Bestattungen wurden in der Zeit bei mehreren Unglücken ähnliche Stelen für jeweils zwei Grabstätten errichtet. Dabei kam es auch zu Verwechselungen, die eine Umbettung erforderlich machten.
Selbst bei großen Ehrenanlagen wie die für das Grubenunglück in Gerthe, 1912, wurden die Bergleute zwar zusammen bestattet, aber jede Konfession auf ihre eigene Seite. Bei dem Grubenunglück auf der Zeche Bruchstraße am 20. April 1941 wurden die deutschen Bergleute und die „Fremdarbeiter“ gemeinsam bestattet, an dem existierenden Denkmal sind verschiedene Namen aufgeführt.
Den Bergleuten gaben oft Tausende von Trauernden und Gemeindemitgliedern das letzte Geleit. Auch kamen zu den Trauerfeiern neben der Leitung der Zechen oder Konzerne oft hohe Politiker. Die Toten wurden früher als „gefallene Helden auf dem Felde der Arbeit“ betrauert, in Kriegszeiten auch als „Soldaten der Arbeit (...) die im Einsatz für Deutschland ihr Leben dahingaben“, die durch einen Unglücksfall aus dem Leben gerissen worden sind. Kaiser Wilhelm II. gedachte der Toten des Grubenunglücks auf der Zeche Lothringen 1912 vor Ort mit militärisch geprägten Worten: „Es ist von dem Armeekorps der Kohle, das im Kampf mit der Erde steht, von Gefahren und Wettern umgeben, eine tapfere Schar wieder von bösen Wettern dahingerafft. Wir gedenken ihnen in Dankbarkeit, sie sind auf ihrem Felde der Ehre gefallen ...“
Dass viele der Toten in früheren Zeiten oder in Krisenzeiten bei ausreichenden Sicherheitsbestimmungen hätten überleben können, wurde ausgeblendet.
Auch heute wird an einigen Orten an Jahrestagen der Unglücke der toten Bergleute gedacht.

## Zahlen

Dortmunder Zeitung vom 12. Februar 1925

Einzelfälle von verunglückten Bergleuten unter vermischten provinziellen Nachrichten, Essener Volks-Zeitung, Oktober 1904

Es gab im Ruhrbergbau etliche Unglücke mit über hundert Toten. Einige davon gehören von den Zahlen der Opfer zu den schlimmsten Grubenunglücken in Deutschland.
Die großen Unglücke ereigneten sich
- auf der Zeche Monopol Schacht Grimberg 3/4 in Bergkamen (20. Februar 1946) mit mindestens 402 Toten, es war das größte Grubenunglück in Deutschland,[17]
- auf der Zeche Radbod in Bockum-Hövel (12. November 1908) mit mindestens 339 Toten, welches das zweitgrößte Unglück war,
- der Zeche Sachsen in Hamm (3. April 1944) mit mindestens 169 Toten (siebtgrößte Unglück in Deutschland),
- der Zeche Minister Stein in Dortmund (11. Februar 1925) mit mindestens 131 Toten (zehntgrößte Unglück in Deutschland),
- der Zeche Carolinenglück in Bochum (17. Februar 1898) mit mindestens 115 Toten,
- der Zeche Lothringen 1/2 in Bochum (8. August 1912) mit mindestens 112 Toten,
- der Zeche Monopol Schacht Grimberg 3/4 in Bergkamen (11. September 1944) mit 107 Toten.

Bei vielen der Unglücke schwanken die Angaben zu den Todesopfern. Alle diese Unglücke waren Schlagwetter- und Kohlenstaubexplosionen.⁣
Evelyn Kroker und Michael Farrenkopf haben in dem Standardwerk zu Grubenunglücken im deutschsprachigen Raum, in Anlehnung an Richtlinien des Oberbergamtes Dortmund, Grubenunglücke erfasst, bei denen zwei oder mehr Menschen ums Leben kamen und/oder drei oder mehr Personen vom gleichen Ereignis betroffen waren. Einzelfälle, also Arbeitsunfälle, auch wenn sie tödlich verlaufen, werden nicht als Grubenunglück definiert. Auch Einzelfälle, die einem Grubenunglück entsprachen, wie Erstickungstod oder Gebirgsschlag, wurden nicht erfasst. Es darf also von einer wesentlich höheren Zahl an getöteten oder verletzten Bergleuten ausgegangen werden. Den bekannten Massenunfällen stand eine Vielzahl von Einzelunfällen gegenüber. Im Oberbergamtsbezirk Dortmund waren im Jahr 1900 7,1 % aller Unfälle mit tödlichem Ausgang auf schlagende Wetter zurückzuführen. Die häufigste Unfallursache waren Stein- und Kohlenfall mit 45,5 %, weitere 12,4 % entfielen auf Unfälle in Schächten.
Auch eine genaue Zahl der Bergmänner, die bei einem erfassten Grubenunglück gestorben sind, kann nicht ermittelt werden. In dem Bereich Bochum und Wattenscheid gab es zwischen 1854 und 1971 über 250 dokumentierte Grubenunglücke. Dabei kam es zu über 1200 Todesfällen und es gab mehr als 1020 Verletzte. Eine Überschlagskalkulation in der Auflistung der Grubenunglücke, allerdings für den deutschsprachigen Raum, kommt nach der Liste von Kroker und Farrenkopf auf weit über 2450 Unglücke im Steinkohlenbergbau nach den oberen Kriterien.
Weiterhin bestand eine große Gefahr, an den Folgen der Staublunge zu sterben. Die Gefahr war dreimal höher als die eines tödlichen Arbeitsunfalls oder Grubenunglücks.

## Galerie

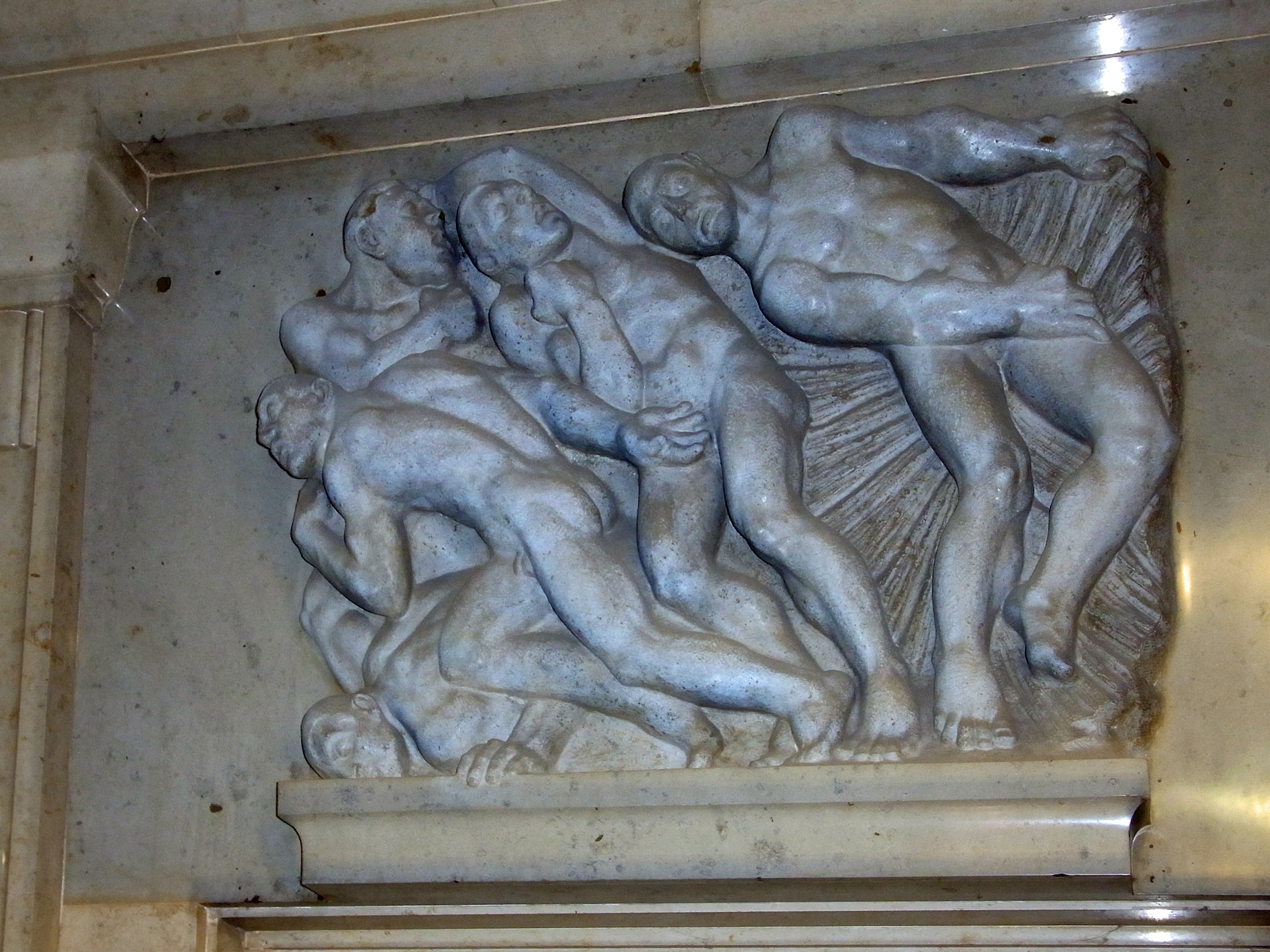
Darstellung von schlagendem Wetter in der Hoesch-Verwaltung Dortmund
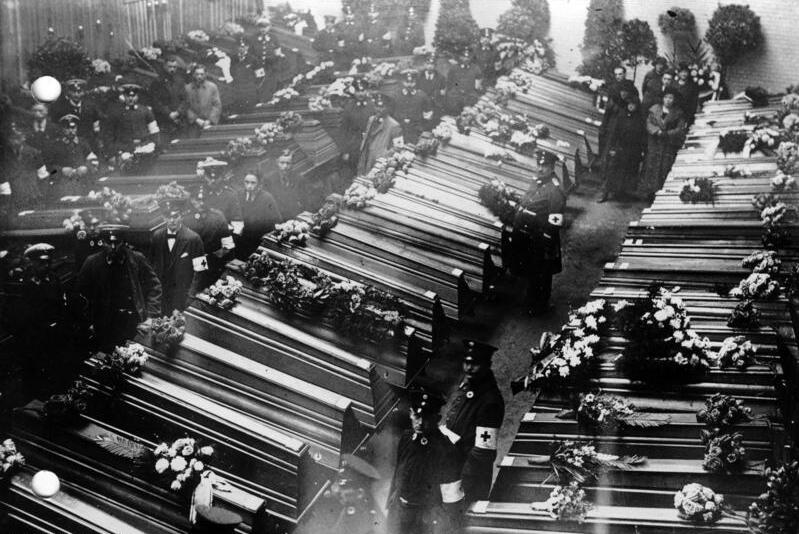
Aufbahrung von Särgen bei einem Unglück auf der Zeche Minister Stein, 1925
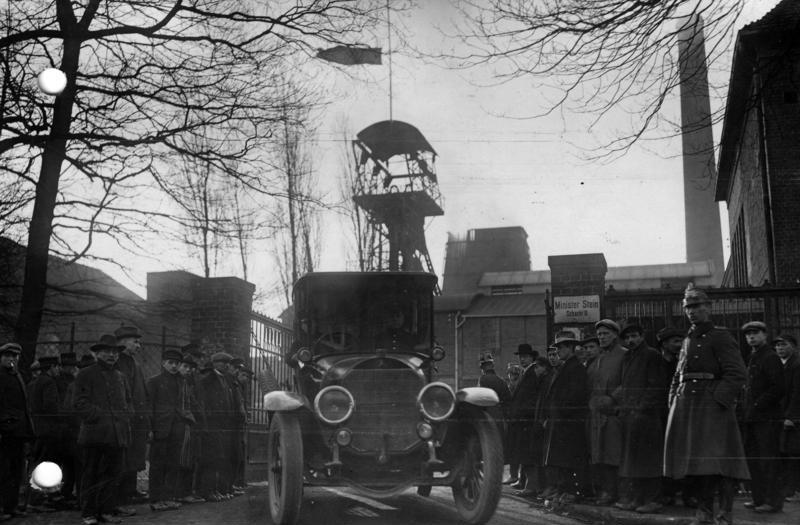
Die schwarze Flagge ist auf halbmast auf dem Förderturm, 1925
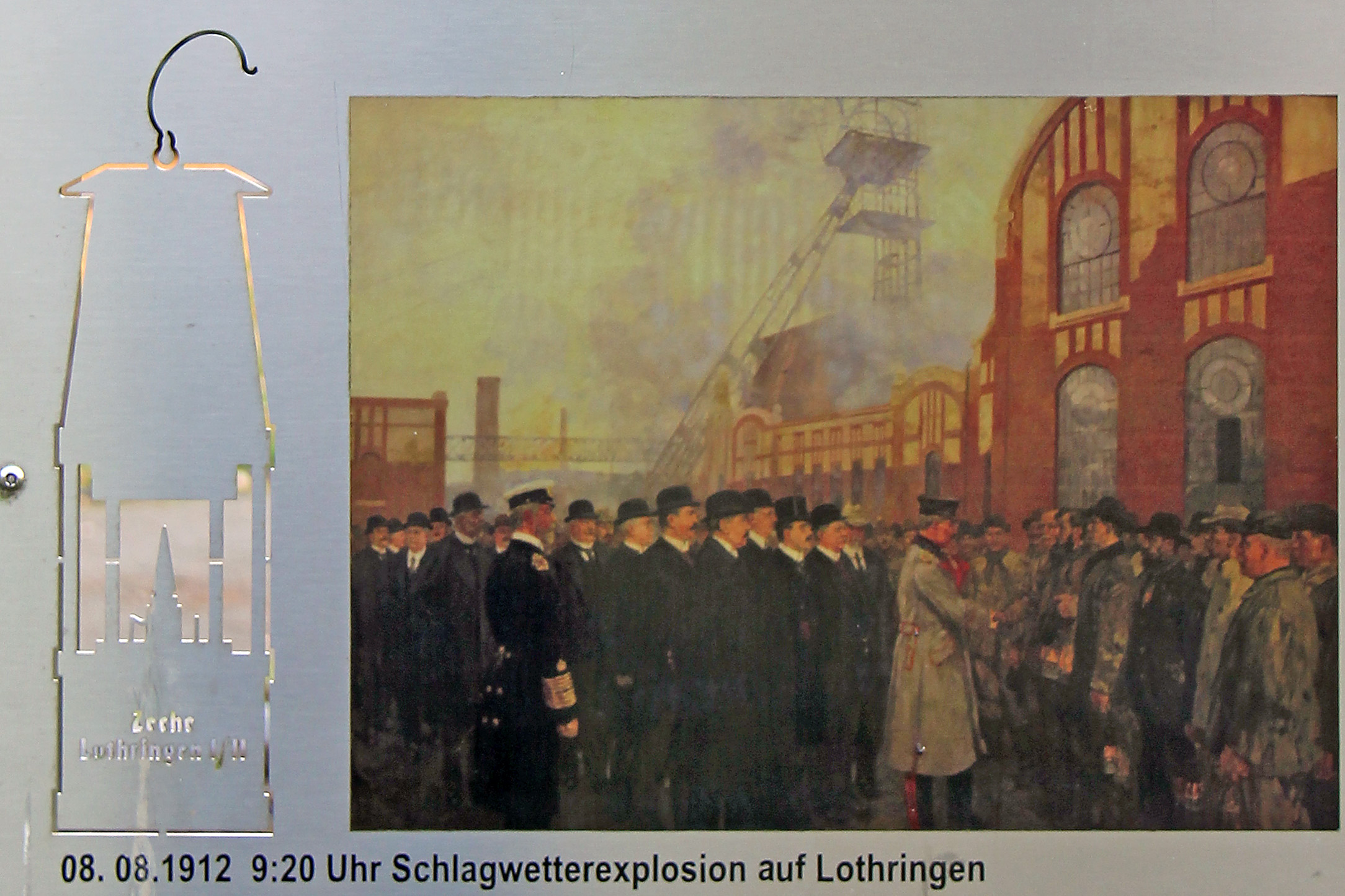
Besuch des Kaisers Wilhelm II. bei dem Grubenunglück in Gerthe, 1912
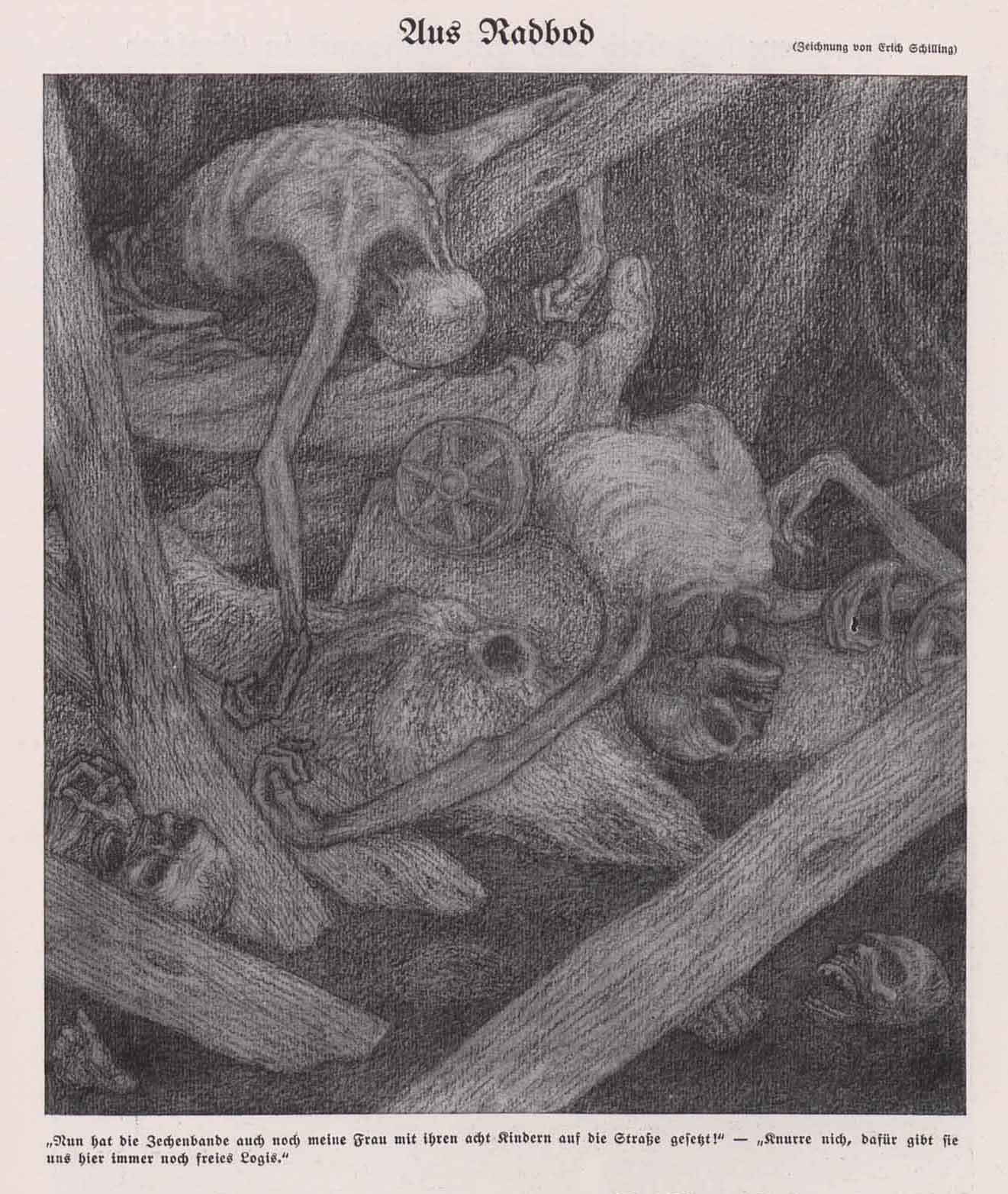
Grubenunglück 1908 auf der Zeche Radbod
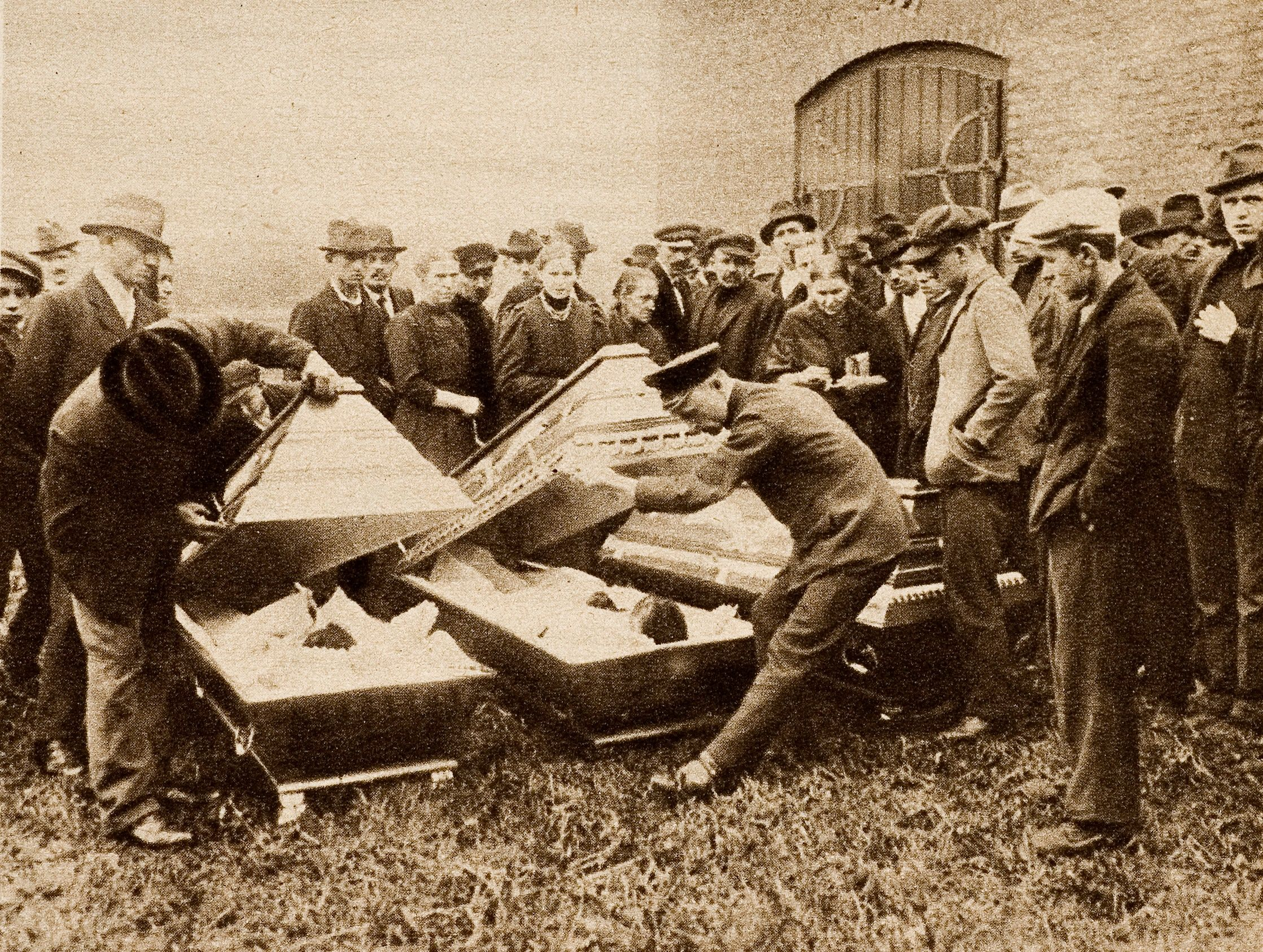
Opfer des Unglücks auf der Zeche Mont Cenis 1921
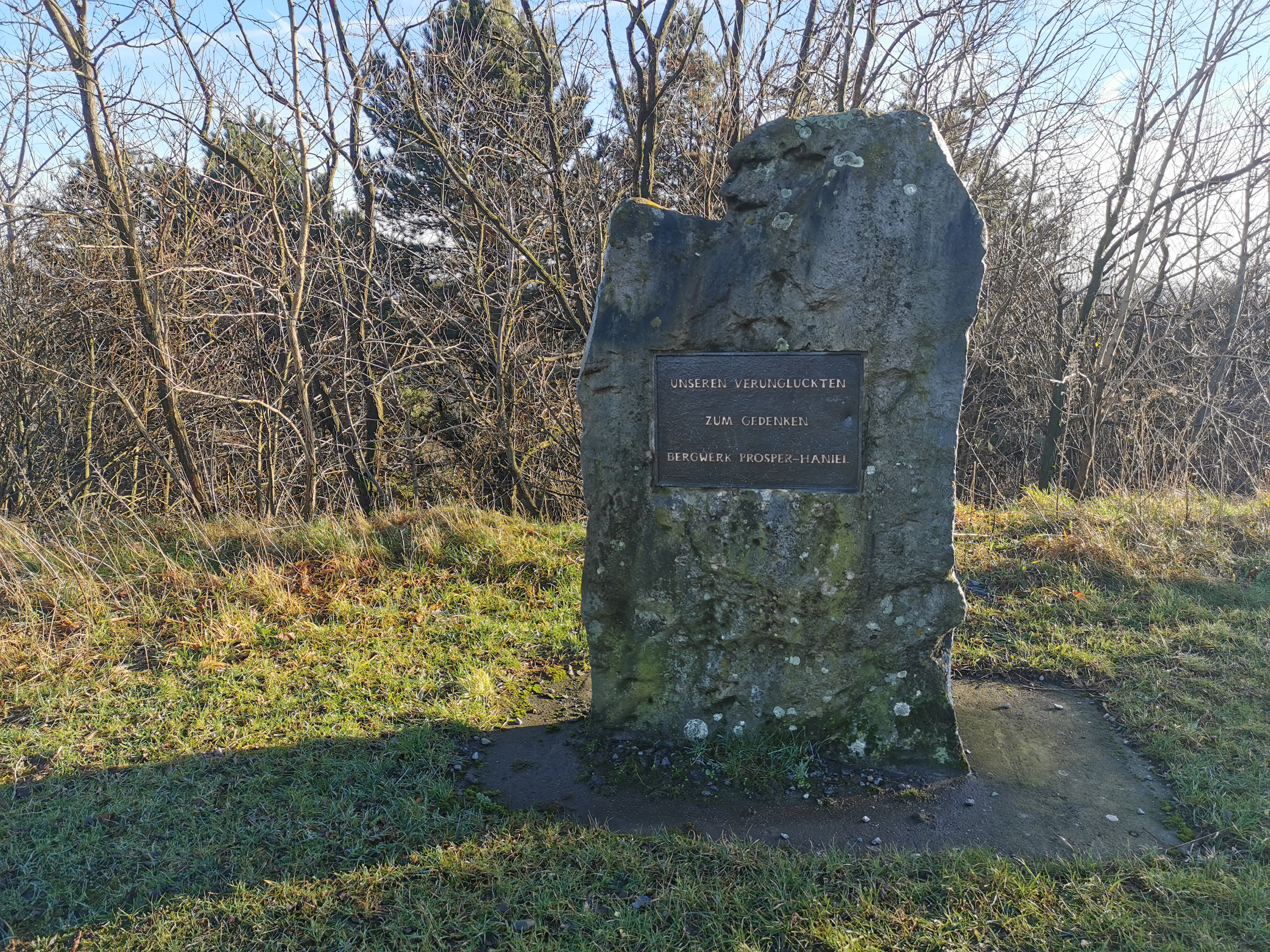
Gedenkstein auf der Halde Prosper Haniel in Bottrop

## Liste der Grubenunglücke im Ruhrbergbau [Auswahl]
In der Liste sind die größeren Grubenunglücke enthalten. Weiterhin stammen viele Einträge aus der Liste von Unglücken im Bergbau. Sie ist aber erweitert. Die Einträge sind nicht abschließend. Es gibt eine Häufung von den Zechen, deren Artikeln auf Wikipedia Unglücke aufführten.
| Datum         | Bergwerk                                    | Ort                                | Ursache                                                                                | Tote, Verletzte               | Verlauf, Überlebende, weitere Schäden, Bemerkungen | Bild, Gedenkstätte | Quelle                             |
| ------------- | ------------------------------------------- | ---------------------------------- | -------------------------------------------------------------------------------------- | ----------------------------- | --- | --- | ---------------------------------- |
| 1826          | Zeche Portbank                              | Witten                             | Gasexplosion                                                                           | 2 Tote                        | | | [ 16 ]                             |
| 8. Mai 1827   | Zeche Sieper und Mühler Gruben              | Sprockhövel                        | Erstickungstod, Böse Wetter                                                            | 10 Tote                       | Anbohren eines mit Grubenwässern angefüllten, verlassenen Abhaues, Erstickungstod infolge des aus den Grubenwässern freigewordenen Schwefelwasserstoffes. | | [ 16 ]                             |
| 11. Mai 1855  | Zeche Dorstfeld                             | Dortmund, damals Dorstfeld         | Schlagwetterexplosion                                                                  | 3 Tote                        | Entzündung vermutlich durch Sprengarbeiten, Knochenverletzungen und Erstickungstod. | | [ 16 ]                             |
| 21. Juli 1859 | Zeche Sunderbank und Verborgenglück         | Sprockhövel                        | Grubenbrand                                                                            | 10 Tote                       | Erstickungstod in Brandgasen | | [ 16 ]                             |
| 6. Aug. 1864  | Zeche Neu-Iserlohn                          | Bochum, damals Langendreer         | Schlagwetterexplosion                                                                  | 4 Tote                        | Entzündung des schlagenden Wetters durch das Anstecken einer Tabakspfeife. | | [ 16 ]                             |
| 16. Nov. 1864 | Zeche Von der Heydt                         | Herne, damals Baukau               | Absturz einer Schachtarbeitsbühne                                                      | 2 Tote, 5 Verletzte           | Das Befestigungsseil war anscheinend schlecht gesichert. Es erfolgte ein Absturz in den Schacht, die Toten ertranken im hoch aufgestauten Schachtwasser. | | [ 16 ]                             |
| 28. Feb. 1865 | Zeche Hannover                              | Bochum, damals Hordel              | Schlagwetterexplosion                                                                  | 6 Tote                        | | | [ 16 ]                             |
| 7. Sep. 1866  | Zeche Prosper                               | Bottrop                            | Fahrunglück                                                                            | 14 Tote                       | Riss des Steils, Absturz des Förderkorbes | | [ 16 ]                             |
| 2. Jan. 1867  | Zeche Consolidation                         | Gelsenkirchen, damals Schalke      | Schlagwetterexplosion                                                                  | 3 Tote                        | | | [ 16 ]                             |
| 15. Jan. 1868 | Zeche Neu-Iserlohn, Schacht I               | Bochum, damals Langendreer         | Schlagwetterexplosion                                                                  | 81–101 Tote, 10 Verletzte     | Entzündung infolge der Störung des Wetterzuges durch offen stehende Wettertüren. Infolge der Explosion Verbrennungs- und Erstickungstod. | | [ 16 ] [ 22 ]                      |
| 15. Nov. 1869 | Zeche Hansa                                 | Dortmund, damals Huckarde          | Fahrunglück                                                                            | 4 Tote                        | Riss des Förderseils infolge Zerspringen des Kammrades, die Bergleute wurden durch das herabstürzende Förderseil erschlagen. | | [ 16 ]                             |
| 17. März 1870 | Zeche Massener Tiefbau                      | Dortmund-Wickede                   | Schlagwetterexplosion                                                                  | 10 Tote                       | | | [ 23 ]                             |
| 11. Dez. 1870 | Zeche Neu-Iserlohn, Schacht I               | Bochum, damals Langendreer         | Schlagwetterexplosion                                                                  | 35 Tote, 3 Verletzte          | Entzündung wohl durch Schießarbeiten, Erstickungs- und Verbrennungstod durch die Explosion. | | [ 16 ]                             |
| 13. März 1871 | Zeche Neu-Essen                             | Essen-Altenessen                   | Fahrunglück, Seilriss                                                                  | 11 Tote                       | | | [ 23 ]                             |
| 3. Apr. 1871  | Zeche Shamrock                              | Herne                              | Schlagwetterexplosion                                                                  | 10 Tote                       | | | [ 23 ]                             |
| 27. Dez. 1871 | Zeche Vereinigte Schürbank & Charlottenburg | Herne                              | Schlagwetterexplosion                                                                  | 13 Tote                       | Die Bergleuten hinterließen zehn Witwen und 34 minderjährige Waisen. Schuld an der Explosion waren offenbar Missachtung der Wetterkonzentrationen seitens der Betriebsleitung sowie die Ausgabe mangelhaft gewarteten Geleuchts. | | [ 23 ]                             |
| 17. Juni 1872 | Zeche Vereinigte Wittwe & Barop             | Dortmund                           | Schlagwetterexplosion                                                                  | 6 Tote, 3 Verletzte           | | | [ 16 ] [ 24 ]                      |
| 22. Aug. 1877 | Zeche Vereinigte Borussia                   | Dortmund                           | Grubenbrand                                                                            | 15 Tote                       | | | [ 16 ]                             |
| 8. Juni 1880  | Zeche Neu-Iserlohn                          | Bochum, damals Langendreer         | Schlagwetterexplosion                                                                  | 23 Tote                       | | | [ 23 ]                             |
| 17. Dez. 1880 | Zeche Westphalia                            | Dortmund                           | Schlagwetterexplosion                                                                  | 3–4 Tote                      | | | [ 16 ]                             |
| 24. Juni 1881 | Zeche Louise Tiefbau                        | Bochum, damals Barop               | Schlagwetter- und Kohlenstaubexplosion                                                 | 17 Tote                       | | | [ 23 ]                             |
| 15. Sep. 1881 | Zeche Zollern                               | Dortmund, damals Kirchlinde        | Schlagwetter- und Kohlenstaubexplosion                                                 | 17 Tote                       | | | [ 23 ]                             |
| 10. Mai 1882  | Zeche Pluto                                 | Herne, damals Wanne-Eickel         | Schlagwetter- und Kohlenstaubexplosion                                                 | 62–65 Tote, 12 Verletzte      | | | [ 16 ] [ 25 ] [ 26 ]               |
| 16. Sep. 1882 | Zeche Kaiserstuhl                           | Dortmund                           | Schlagwetterexplosion                                                                  | 5 Tote                        | | | [ 16 ]                             |
| 16. Sep. 1882 | Zeche Fürst Hardenberg                      | Dortmund, damals Eving             | Fahrunglück                                                                            | 25 Tote                       | Riss des Förderseils infolge Überladung, Absturz in den Schacht. | Ein Denkmal ist in Dortmund-Eving. | [ 16 ] [ 25 ]                      |
| 19. Sep. 1883 | Zeche Massener Tiefbau                      | Dortmund, damals Wickede           | Schlagwetterexplosion                                                                  | 16 Tote                       | | | [ 23 ]                             |
| 21. Jan. 1884 | Zeche General Blumenthal                    | Recklinghausen                     | Schlagwetterexplosion                                                                  | 17–19 Tote, 7 Verletzte       | Ereignete sich bei Abteufen von Schacht I, Entzündung durch eine beschädigte Sicherheitslampe. | | [ 16 ]                             |
| 18. Aug. 1884 | Zeche Shamrock                              | Herne                              | Schlagwetterexplosion                                                                  | 8 Tote                        | | | [ 27 ] [ 28 ]                      |
| 3. Nov. 1884  | Zeche Victor                                | Castrop-Rauxel                     | Schlagwetterexplosion                                                                  | 12 Tote                       | | | [ 23 ]                             |
| 18. Feb. 1885 | Zeche Shamrock                              | Herne                              | Grubenbrand                                                                            | 7 Tote                        | | | [ 27 ] [ 28 ]                      |
| 4. Dez. 1885  | Zeche Oberhausen                            | Oberhausen                         | Schlagwetterexplosion                                                                  | 12 Tote                       | | | [ 23 ]                             |
| 24. Sep. 1886 | Zeche Consolidation                         | Gelsenkirchen, damals Schalke      | Schlagwetter- und Kohlenstaubexplosion                                                 | 56 Tote                       | | | [ 23 ]                             |
| 8. Juni 1887  | Zeche Hibernia                              | Gelsenkirchen                      | Schlagwetterexplosion                                                                  | 52 Tote, 4 Verletzte          | Entzündung schlagender Wetter infolge von Schießarbeiten. | Auf dem katholischen Friedhof an der Kirchstraße steht ein Denkmal. Auf dem gegenüberliegenden evangelischen Friedhof stand das gleiche Denkmal für die evangelischen Bergleute, es wurde im 2. Weltkrieg zerstört. Bei der Restaurierung des Denkmals im Jahre 1987 wurden die Namen der evangelischen Bergleute an einer Seite dieses Denkmals angebracht. | [ 16 ] [ 25 ]                      |
| 14. Nov. 1887 | Zeche Gneisenau                             | Dortmund, damals Derne             | Schlagwetterexplosion                                                                  | 16 Tote                       | | | [ 23 ]                             |
| 9. Apr. 1889  | Zeche Erin                                  | Castrop-Rauxel                     | Schlagwetterexplosion                                                                  | 12 Tote                       | | | [ 23 ]                             |
| 27. Nov. 1889 | Zeche Constantin der Große                  | Bochum, damals Riemke und Hofstede | Schlagwetterexplosion                                                                  | 14 Tote, 4 Verletzte          | Entzündung vermutlich durch Anschlagen eines Bläsers. | | [ 16 ] [ 22 ] [ 29 ]               |
| 23. Jan. 1891 | Zeche Hibernia                              | Gelsenkirchen                      | Schlagwetter- und Kohlenstaubexplosion                                                 | 57 Tote                       | | | [ 23 ]                             |
| 12. Nov. 1891 | Zeche König Ludwig                          | Recklinghausen                     | Schlagwetter- und Kohlenstaubexplosion                                                 | 12 Tote                       | | | [ 23 ]                             |
| 6. Jan. 1892  | Zeche Monopol                               | Bergkamen                          | Schlagwetterexplosion                                                                  | 4 Tote                        | | | [ 23 ]                             |
| 3. Feb. 1892  | Zeche Bruchstraße                           | Bochum, damals Langendreer         | Schlagwetterexplosion                                                                  | 17 Tote                       | | | [ 23 ]                             |
| 14. Apr. 1892 | Zeche Schlägel & Eisen                      | Herten                             | Schlagwetterexplosion                                                                  | 3 Tote                        | | | [ 16 ] [ 27 ]                      |
| 1. Feb. 1893  | Zeche General Blumenthal                    | Recklinghausen                     | Schlagwetter- und Kohlenstaubexplosion                                                 | 10–20 Tote, 17 Verletzte      | Vermutlich ausgelöst durch Herumschwenken einer geöffneten Sicherheitslampe. | | [ 16 ]                             |
| 8. Aug. 1893  | Zeche König Ludwig                          | Recklinghausen                     | Schlagwetter- und Kohlenstaubexplosion                                                 | 10 Tote                       | | | [ 23 ]                             |
| 19. Aug. 1893 | Zeche Kaiserstuhl                           | Dortmund                           | Schlagwetterexplosion                                                                  | 61–62 Tote, 12–15 Verletzte   | Entzündung durch überladenen Sprengschuss. | Ein Denkmal ist in Dortmund vorhanden. | [ 16 ]                             |
| 25. Okt. 1894 | Zeche Monopol                               | Bergkamen                          | Schachtbruch                                                                           | 4 Tote                        | | | [ 23 ]                             |
| 25. Juli 1895 | Zeche Prinz von Preußen                     | Bochum, damals Altenbochum         | Schlagwetterexplosion                                                                  | 36–37 Tote, 6–10 Verletzte    | Entzündung an einer wegen eines Bläser durchschlagende Sicherheitslampe. | | [ 16 ] [ 22 ] [ 29 ]               |
| 19. Nov. 1896 | Zeche General Blumenthal                    | Recklinghausen                     | Schlagwetter- und Kohlenstaubexplosion                                                 | 25–26 Tote, 2–5 Verletzte     | Hereinbrechende Gesteinsmassen im Alten Mann zerschlugen eine Sicherheitslampe, welche die Explosion auslöste. | | [ 16 ]                             |
| 14. Apr. 1897 | Zeche Oberhausen                            | Oberhausen                         | Schlagwetterexplosion                                                                  | 10 Tote                       | | | [ 23 ]                             |
| 16. Dez. 1897 | Zeche Monopol                               | Bergkamen                          | Schlagwetterexplosion                                                                  | 3 Tote                        | | | [ 23 ]                             |
| 22. Dez. 1897 | Zeche Kaiserstuhl                           | Dortmund                           | Schlagwetterexplosion                                                                  | 20–23 Tote, 3–6 Verletzte     | Entzündung wahrscheinlich an einem glühenden Drahtkorb einer Sicherheitslampe. | | [ 16 ]                             |
| 17. Feb. 1898 | Zeche Carolinenglück                        | Bochum, damals Hamme               | Schlagwetter- und Kohlenstaubexplosion                                                 | 115–127 Tote, 2–40 Verletzte  | Das bis dahin größte Unglück im Ruhrbergbau. Es war das fünftgrößte Unglück im Ruhrbergbau und das zwölftschwerste Grubenunglück in Deutschland. | | [ 10 ] [ 16 ] [ 22 ]               |
| 22. Mai 1898  | Zeche Zollern I/III                         | Dortmund, damals Bövinghausen      | Grubenbrand                                                                            | 43–46 Tote, 6–12 Verletzte    | Entzündung eines Hanfseils am offenen Geleucht. Direkte große Brände unter Tage kamen kaum vor. Dieser war einer Ausnahme. Die Verunglückten wurden, wie damals üblich, in zwei verschiedenen Gräbern nach Konfession bestattet. Dabei wurde jeweils ein Bergmann versehentlich in das falsche Grab gelegt. Sie wurden daher exhumiert und dem jeweils anderen Friedhof neu bestattet.                                                                     | Eine weitere Gedenkstele ist auf dem ehemaligen Friedhof in Dortmund-Marten. | [ 16 ] [ 7 ] [ 12 ]                |
| 28. Sep. 1898 | Zeche General Blumenthal                    | Recklinghausen                     | Fahrunglück, Seilriss                                                                  | 27 Tote                       | Riss des Zwischengeschirrs und Absturz in Schacht | | [ 23 ]                             |
| 10. März 1900 | Zeche Recklinghausen                        | Recklinghausen                     | Schlagwetterexplosion                                                                  | 19 Tote                       | | | [ 23 ]                             |
| 9. Jan. 1901  | Zeche Shamrock                              | Herne                              | Schlagwetterexplosion                                                                  | 4 Tote                        | | | [ 27 ] [ 28 ]                      |
| 17. Jan. 1901 | Zeche König Ludwig                          | Recklinghausen                     | Schlagwetterexplosion                                                                  | 10 Tote                       | | | [ 23 ]                             |
| 7. März 1901  | Zeche Consolidation                         | Gelsenkirchen - Schalke            | Schlagwetterexplosion                                                                  | 19 Tote                       | | | [ 23 ]                             |
| 13. Sep. 1901 | Zeche Monopol                               | Bergkamen                          | Schlagwetterexplosion                                                                  | 8 Tote                        | | | [ 23 ]                             |
| 13. Nov. 1902 | Zeche Centrum                               | Bochum, damals Wattenscheid        | Fahrunglück                                                                            | 7 Tote                        | Bruch einer Förderkorbbefestigung infolge verbotswidriger Seilfahrt, Absturz in den Schacht. | | [ 16 ]                             |
| 13. Dez. 1902 | Zeche Minister Achenbach                    | Lünen                              | Schlagwetterexplosion                                                                  | 5 Verletzte                   | Verursacht durch Schießarbeit | | [ 16 ]                             |
| 28. Sep. 1904 | Zeche General Blumenthal                    | Recklinghausen                     | Fahrunglück, Seilriss                                                                  | 8–10 Tote                     | Alternatives Datum 1. Okt. 1904. Absturz der Bühne beim Abteufen des Wetterschachtes 5 | | [ 16 ]                             |
| 3. Apr. 1905  | Zeche Bruchstraße                           | Bochum, damals Langendreer         | Kohlenstaubexplosion                                                                   | 19                            | | | [ 16 ]                             |
| 10. Juli 1905 | Zeche Vereinigte Borussia                   | Dortmund                           | Grubenbrand                                                                            | 36–39 Tote                    | | | [ 16 ]                             |
| 2. Sep. 1905  | Zeche Bruchstraße                           | Bochum, damals Langendreer         | Schlagwetterexplosion                                                                  | 1 Toter, 3–4 Verletzte        | | | [ 16 ]                             |
| 7. Apr. 1906  | Zeche Minister Achenbach                    | Lünen, damals Brambauer            | Schlagwetterexplosion                                                                  | 2 Tote                        | Entzündung der schlagenden Wetter an beschädigter Sicherheitslampe, verbrannt. | | [ 16 ]                             |
| 13. Okt. 1906 | Zeche Vereinigte Borussia                   | Dortmund                           | Gebirgsschlag                                                                          | 3 Tote                        | | | [ 16 ]                             |
| 15. Juli 1908 | Zeche Carolus Magnus                        | Essen, damals Borbeck              | Schlagwetterexplosion                                                                  | 11 Tote                       | | | [ 23 ]                             |
| 12. Nov. 1908 | Zeche Radbod Schacht 1/2                    | Bockum-Hövel                       | Schlagwetterexplosion und Grubenbrände                                                 | 339–360 Tote, 19–35 Verletzte | Das Grubenunglück auf Radbod war bis dato das Grubenunglück in Deutschland. Vollständige Flutung der Schachtanlage mit Lippewasser, um die Brände einzugrenzen. | | [ 16 ]                             |
| 17. Okt. 1910 | Zeche Shamrock                              | Herne                              | Fahrunglück, Seilriss                                                                  | 4 Tote                        | Unglück entstand durch Übertreibung bei der Seilfahrt, vier Monate Förderungsstörung | | [ 27 ] [ 28 ]                      |
| 9. Dez. 1910  | Zeche Holland                               | Bochum, damals Wattenscheid        | Schlagwetterexplosion                                                                  | 10 Tote                       | | | [ 23 ]                             |
| 28. Jan. 1911 | Zeche Deutscher Kaiser                      | Duisburg, damals Hamborn           | Schlagwetterexplosion                                                                  | 16 Tote                       | | | [ 23 ]                             |
| 7. Okt. 1911  | Zeche Fürst Hardenberg                      | Dortmund, damals Eving             | Fahrunglück                                                                            | 9 Tote                        | Riss des Förderseils, Absturz des Förderkorbs. | Denkmal für die Opfer in Dortmund-Lindenhorst. | [ 16 ] [ 25 ]                      |
| 22. Dez. 1911 | Zeche Teutoburgia                           | Herne                              | Schlagwetterexplosion                                                                  | 6 Tote                        | | | [ 27 ] [ 30 ]                      |
| 3. Juli 1912  | Zeche Osterfeld                             | Oberhausen                         | Schlagwetterexplosion                                                                  | 16–18 Tote, 4–12 Verletzte    | Grund war unsachgemäße Schießarbeiten | | [ 16 ]                             |
| 8. Aug. 1912  | Zeche Lothringen, Schacht I / II            | Bochum, damals Gerthe              | Schlagwetter- und Kohlenstaubexplosion                                                 | 112–115 Tote, 16–21 Verletzte | Es war das sechstgrößte Unglück im Ruhrbergbau und das 13.-schwerste Unglück im deutschen Bergbau. Besuch des Unglücksortes durch den Kaiser Wilhelm II., der zu dem Zeitpunkt gerade bei Krupp in Essen zu Gast war. | | [ 9 ] [ 10 ] [ 16 ] [ 22 ] [ 29 ]  |
| 18. Dez. 1912 | Zeche Minister Achenbach                    | Lünen, damals Brambauer            | Schlagwetterexplosion                                                                  | 44–49 Tote, 9–18 Verletzte    | Explosion infolge unsachgemäßer Schießarbeiten. | Ein Ehrengrab ist auf dem Friedhof Lünen-Brambauer. | [ 16 ] [ 25 ]                      |
| 22. Dez. 1911 | Zeche Teutoburgia                           | Herne                              | Schlagwetterexplosion                                                                  | 6 Tote                        | | | [ 27 ] [ 31 ]                      |
| 1913          | Zeche Friedrich der Große I / II            | Herne                              | Schlagwetterexplosion                                                                  | 26                            | | | [ 32 ]                             |
| 30. Jan. 1914 | Zeche Minister Achenbach                    | Lünen, damals Brambauer            | Schlagwetterexplosion                                                                  | 23–24 Tote, 8–10 Verletzte    | Entzündung vermutlich an beschädigter Sicherheitslampe. | Ein Ehrengrab ist auf dem Friedhof Lünen-Brambauer. | [ 16 ] [ 25 ]                      |
| 27. Juli 1914 | Zeche Adolf von Hansemann                   | Dortmund, damals Mengede           | Grubenbrand                                                                            | 13 Tote, 3 Verletzte          | Öffnung eines Branddammes infolge angrenzenden Abbaus, Verbrennungs- und Erstickungstod. | Ein Denkmal und Gräberfeld ist in Dortmund-Mengede. | [ 16 ] [ 25 ]                      |
| 20. Feb. 1917 | Zeche Kaiserstuhl                           | Dortmund                           | Kohlenstaubexplosion                                                                   | 3–8 Tote, 2–7 Verletzte       | Entzündung bei Schießarbeiten. | | [ 16 ]                             |
| 28. Apr. 1917 | Zeche Carl Friedrich Erbstollen             | Bochum, damals Weitmar             | Fahrunglück                                                                            | 41–42 Tote                    | Seilabriss in der Seilfahrt. Der Förderkorb stürzte in 400 m Tiefe. Keiner der Insassen überlebte. | | [ 16 ] [ 22 ]                      |
| 9. Juli 1917  | Zeche Pluto                                 | Herne, damals Wanne-Eickel         | Sprengmittelexplosion                                                                  | 11–17 Tote, 9–16 Verletzte    | Selbstentzündung von Sprengstoffen in einem unterirdischen Sprengmittellager | In Wanne-Eickel ist eine Gedenkstele vorhanden. | [ 16 ] [ 25 ]                      |
| 30. Juli 1917 | Zeche Vereinigte Präsident                  | Bochum – Hamme                     | Schlagwetterexplosion                                                                  | 23–24 Tote, 11–15 Verletzte   | Entzündung durch Durchschlagen der Flamme durch den Drahtkorb der Sicherheitslampe | | [ 10 ] [ 16 ] [ 22 ]               |
| 15. Okt. 1917 | Zeche Minister Achenbach                    | Lünen, damals Brambauer            | Schlagwetterexplosion                                                                  | 17 Tote, 6 Verletzte          | Entzündung durch Schießarbeiten. | Ein Ehrengrab ist auf dem Friedhof Lünen-Brambauer. | [ 16 ] [ 25 ]                      |
| 12. Feb. 1918 | Zeche Concordia IV/V                        | Oberhausen                         | Schlagwetterexplosion                                                                  | 20 Tote, 7–8 Verletzte        | | | [ 16 ]                             |
| 28. Feb. 1918 | Zeche Friedrich der Große I / II            | Herne                              | Schlagwetterexplosion                                                                  | 23–26 Tote                    | Vermutlich schadhafte Sicherheitslampe als Auslöser. | | [ 10 ] [ 16 ] [ 25 ]               |
| 27. Mai 1919  | Zeche Schlägel & Eisen                      | Herten                             | Gebirgsschlag                                                                          | 3 Tote                        | Verschüttet durch hereinbrechende Gesteinsmassen. | | [ 16 ] [ 27 ]                      |
| 10. Apr. 1920 | Zeche Bruchstraße                           | Bochum, damals Langendreer         | Kohlenstaubexplosion                                                                   | 15–20 Tote, 10–19 Verletzte   | Entzündung durch Schießarbeiten. | | [ 10 ] [ 16 ]                      |
| 8. Aug. 1920  | Zeche Kaiserstuhl                           | Dortmund                           | Fahrunglück                                                                            | 28–31 Tote, 3–7 Verletzte     | Riss des Förderseils, Absturz in den Schacht. | | [ 16 ]                             |
| 16. Nov. 1920 | Zeche Westfalen                             | Ahlen                              | Seilriss                                                                               | 14 Tote                       | | | [ 27 ]                             |
| 12. Apr. 1921 | Zeche Constantin der Große                  | Bochum, damals Riemke              | Schlagwetterexplosion                                                                  | 14–19 Tote, 3–7 Verletzte     | Entzündung an einer beschädigten Sicherheitslampe. | | [ 10 ] [ 16 ] [ 29 ]               |
| 20. Juni 1921 | Zeche Mont Cenis                            | Herne                              | Schlagwetterexplosion                                                                  | 79–85 Tote, 58–75 Verletzte   | Entzündung bei Schießarbeiten. Es ist das schwerste Grubenunglück in der Herner Bergbaugeschichte. | | [ 10 ] [ 16 ] [ 25 ] [ 33 ] [ 34 ] |
| 20. Okt. 1921 | Zeche Victoria Mathias                      | Essen                              | Schlagwetterexplosion                                                                  | 9–10 Tote, 4–5 Verletzte      | Entzündung an einer defekten Sicherheitslampe. | | [ 16 ] [ 25 ]                      |
| 31. Mai 1922  | Zeche Vereinigte Helene & Amalie            | Essen                              | Kohlenstaubexplosion                                                                   | 23–24 Tote, 29 Verletzte      | Verbotswidrige Sprengarbeiten in der Bremskammer eines aufgegebenen Blindschachtes. | Eine Gedenkstätte ist in Essen vorhanden. | [ 16 ] [ 25 ]                      |
| 23. Nov. 1922 | Zeche Shamrock                              | Herne                              | Erstickungstod beim Grubenbrand                                                        | 10 Tote, 2 Verletzte          | Entflammung des Streckenausbau infolge des Kurzschlusses in einer elektrischen Lokomotive. | | [ 16 ] [ 25 ]                      |
| 11. Feb. 1925 | Zeche Minister Stein                        | Dortmund                           | Schlagwetterexplosion                                                                  | 136 Tote                      | Viergrößte Grubenunglück im Ruhrbergbau, das zehntgrößte im deutschen Bergbau. Erste Einsatz des Gasschutzgerätes Dräger. Unter den Opfern befanden sich um die 80 Junggesellen, sie hatten teilweise mit verheirateten Bergleuten, die mit ihren Frauen zum Karnevalsball wollten, die Schicht getauscht. | Eine Gedenkstätte auf dem Nordfriedhof Dortmund, in Dortmund-Eving und Dortmund-Kirchderne. | [ 5 ] [ 10 ] [ 16 ] [ 25 ]         |
| 11. Feb. 1925 | Zeche Mathias Stinnes                       | Essen, damals Karnap               | Fahrunglück                                                                            | 11–12 Tote, 43–60 Verletzte   | Zu hartes Aufsetzen des Förderkorbes. | Ein Gedenkstein ist in Essen-Karnap vorhanden. | [ 16 ] [ 25 ]                      |
| 16. Mai 1925  | Zeche Dorstfeld                             | Dortmund                           | Kohlenstaubexplosion                                                                   | 45–47 Tote, 21–28 Verletzte   | Entzündung des Kohlestaubes durch Explosion untertägig gelagerter Sprengmittel. | Ein Denkmal für die Opfer ist in Dortmund-Dorstfeld vorhanden. | [ 10 ] [ 16 ]                      |
| 31. Okt. 1925 | Zeche Holland                               | Bochum, damals Wattenscheid        | Schlagwetter                                                                           | 18 Tote, 5 Verletzte          | Dies war das größte Unglück auf Wattenscheider Stadtgebiet. | | [ 16 ] [ 36 ]                      |
| 5. Juni 1926  | Zeche Hannover                              | Bochum, damals Wattenscheid        |                                                                                        | 1 Toter                       | Der Verunglückte Heinrich Maus war Stadtverordneter und unbesoldeter Beisitzer im Rat der Stadt Wattenscheid für die Kommunistische Partei. | | [ 36 ]                             |
| 10. Mai 1928  | Zeche Zweckel                               | Gladbeck, damals Zweckel           | Entgleisen zweier zusammenstoßender Züge mit anschließendem Abrutschen zweier Stempel. | 15 Tote                       | | | [ 16 ]                             |
| 9. Juni 1928  | Zeche Westfalen                             | Ahlen                              | Schachteinbruch                                                                        | 3 Tote                        | Einsturz der Schachtstöße bei Reparaturarbeiten | | [ 27 ]                             |
| 3. Jan. 1930  | Zeche Wilhelmine Mevissen                   | Duisburg, damals Rheinhausen       | Bruch des Ölrohres an einer Benzollokomotive                                           | 12 Verletzte                  | Vergiftung durch Abgasentwicklung | | [ 16 ]                             |
| 28. Nov. 1930 | Zeche Victor                                | Castrop-Rauxel                     | Strebruch                                                                              | 1 Toter, 1 Verletzter         | Die Rettung des verletzten Bergmanns braucht über 180 Stunden, und ist eine der am längsten dauernden Rettungen. Der Bergmann Fritz Wiepahl überlebte, da ihm durch eine Rohrleitung Brühe, Milch und Mineralwasser mit Schnaps geschickt bekam, die er mit seinem linken Schuh auffing. | Der lebensrettende linke Schuh stand bis zur Schließung der Zeche in eine Vitrine auf der Zeche. Das Relikt wurde 1973 dem Deutschen Bergbau-Museum überlassen, und steht dort in der Dauerausstellung. | [ 5 ]                              |
| 2. Apr. 1931  | Zeche Sachsen                               | Hamm, damals Heessen               | Verschüttung durch Gesteinsmassen                                                      | 2 Tote, 11 Verletzte          | Gebirgsschlag infolge plötzlicher Entspannung höher liegender Sandsteinschichten | Verschüttung durch Gesteinsmassen | [ 16 ]                             |
| 19. Okt. 1931 | Zeche Mont Cenis                            | Herne, damals Sodingen             | Schlagwetter- und Kohlenstaubexplosion                                                 | 17 Tote, 13–26 Verletzte      | Vermutlich ausgelöst durch beschädigte Sicherheitslampe | Ein Denkmal in Herne ist vorhanden | [ 16 ] [ 34 ]                      |
| 6. Aug. 1932  | Zeche Kaiserstuhl                           | Dortmund                           | Kohlenfall                                                                             | 3 Tote                        | Vermutliche Überlastung des Ausbaus infolge der Druckerhöhung durch umgebenden Abbau. | | [ 16 ]                             |
| 6. Aug. 1932  | Zeche Constantin der Große                  | Bochum – Riemke                    | Grubenbrand                                                                            | 20–21 Tote                    | | | [ 16 ] [ 39 ]                      |
| 29. Apr. 1933 | Zeche Mathias Stinnes                       | Essen, damals Karnap               | Schlagwetter- und Kohlenstaubexplosion                                                 | 7–9 Tote, 2 Verletzte         | Entzündung schlagender Wetter an einem Schneidbrenner | | [ 16 ]                             |
| 3. Juli 1933  | Zeche General Blumenthal                    | Recklinghausen                     | Kohlenstaubexplosion am übertägigen Leseband                                           | 12 Tote                       | 6 der Toten waren Berglehrlinge, die oft am Leseband eingesetzt waren. | | [ 27 ]                             |
| 21. Okt. 1934 | Zeche Constantin der Große IV/V             | Herne                              | Schlagwetterexplosion                                                                  | 7–9 Tote, 2–3 Verletzte       | Verbrennungstod infolge der Schlagwetterexplosion | | [ 16 ] [ 41 ]                      |
| 15. Juli 1935 | Zeche Adolf von Hasemann                    | Dortmund – Mengede                 | Schlagwetterexplosion                                                                  | 17 Tote, 20–27 Verletzte      | Funkenschlag bei einer Fahrdrahtlokomotive im Flöz Ida. | Ein Denkmal und Gräberfeld ist in Dortmund-Mengede, geschaffen vom Bildhauer Wilhelm Wulf und dem Architekte Fritz Schupp. | [ 16 ] [ 25 ]                      |
| 4. Okt. 1935  | Zeche Mont Cenis                            | Herne                              | Grubenbrand und / oder Schlagwetterexplosion                                           | 5 Tote und 2 Tote             | Fünf Bergleute sterben, als ein Grubenbrand ausbricht. Der Tod ereilt einen Betriebsführer und einen Bergassessor einen Tag später an einer anderen Stelle des Bergwerks. | | [ 27 ] [ 34 ]                      |
| 31. Aug. 1936 | Zeche Vereinigte Präsident                  | Bochum – Hamme                     | Schlagwetterexplosion                                                                  | 28 Tote, 24–25 Verletzte      | Entzündung vermutlich an einem nicht vollständig gelöschten Grubenbrand. | | [ 16 ] [ 22 ] [ 29 ]               |
| 2. Juli 1937  | Zeche General Blumenthal                    | Recklinghausen                     | Schlagwetterexplosion                                                                  | 15 Tote, 9 Verletzte          | Entzündung nach Schießarbeiten. | Ein Denkmal in Recklinghausen ist vorhanden. | [ 16 ]                             |
| 17. Aug. 1937 | Zeche General Blumenthal                    | Recklinghausen                     | Abreißen des Bügels einer Fahrdrahtlokomotive                                          | 29 Verletzte                  | | | [ 16 ]                             |
| 13. Okt. 1937 | Zeche Nordstern                             | Gelsenkirchen, damals Horst        | Schlagwetterexplosion                                                                  | 7 Tote, 2–4 Verletzte         | Entzündung an einer behelfsmäßigen elektrischen Einrichtung. Das Denkmal stammt von Joseph Enseling, es steht unter Denkmalschutz (Nr. A 337) | | [ 16 ]                             |
| 30. Okt. 1937 | Zeche Sachsen                               | Hamm, damals Heessen               | Strebruch                                                                              | 4 Tote                        | Verschüttung unter Gesteinsmassen | | [ 16 ]                             |
| 23. Apr. 1938 | Zeche Concordia II/III                      | Oberhausen                         | Gebirgsschlag                                                                          | 8 Tote                        | | Ein Denkmal ist vorhanden. | [ 16 ]                             |
| 23. Sep. 1939 | Zeche Hannover                              | Bochum – Hordel                    | Schlagwetterexplosion                                                                  | 20 Tote, 19 Verletzte         | Entzündung bei Schießarbeiten. Neun der tödlich Verunglückten konnten aufgrund der Grubenbrände nicht aus dem Bergwerk geborgen werden. Bei der Beerdigung war der Deutsche Arbeitsfront Robert Ley anwesend, um einen „Letzten Gruß des Führers“ zu überbringen. | Eine Ehrengrabanlage für 11 der Toten befindet sich auf dem Friedhof in Günnigfeld. | [ 16 ] [ 22 ] [ 13 ]               |
| 20. Dez. 1939 | Zeche Königin Elisabeth                     | Essen                              | Riss des Förderseils infolge von Materialermüdung                                      | 7 Tote                        | Absturz im Schacht | | [ 16 ]                             |
| 17. Mai 1940  | Zeche Schlägel & Eisen                      | Herten                             | Grubenbrand                                                                            | 5 Tote                        | | | [ 27 ]                             |
| 4. Juli 1940  | Zeche Hansa                                 | Dortmund                           | Schlagwetter- und Kohlenstaubexplosion                                                 | 52 Tote, 1 Verletzter         | Entzündung durch Schießarbeiten. | | [ 16 ] [ 25 ]                      |
| 23. Juli 1940 | Zeche Neumühl                               | Duisburg, damals Neumühl           | Fahrunglück                                                                            | 2–3 Tote, 3 Verletzte         | Verbotswidrige Seilfahrt in einem Blindschacht, vermutlich Absturz. | | [ 16 ]                             |
| 11. Nov. 1940 | Zeche König Ludwig                          | Recklinghausen                     | Schlagwetterexplosion                                                                  | 17 Tote, 7 Verletzte          | Entzündung an einem Grubenbrand. | Ein Denkmal ist vorhanden. | [ 16 ]                             |
| 26. Feb. 1941 | Zeche Zollverein VI /IX                     | Essen – Katernberg                 | Schlagwetter- und Kohlenstaubexplosion                                                 | 29 Tote, 3 Verletzte          | Entzündung vermutlich durch eine defekte Sicherheitslampe. | | [ 16 ] [ 25 ]                      |
| März 1941     | Zeche Westfalen                             | Ahlen                              | Schachteinbruch                                                                        | 4 Tote                        | Einsturz eines Blindschacht | | [ 27 ]                             |
| 20. Apr. 1941 | Zeche Bruchstraße                           | Bochum – Langendreer               | Schlagwetterexplosion                                                                  | 34–36 Tote, 9 Verletzte       | Entzündung bei Schießarbeiten. Die in der Zeche eingesetzten Zwangsarbeiter, die bei dem Unglück umkamen, sind zusammen mit ihren deutschen Kumpeln begraben. | | [ 16 ] [ 22 ] [ 29 ]               |
| 23. Okt. 1941 | Zeche Pluto                                 | Herne                              | Explosion in Teerdestillation                                                          | 9 Tote                        | | | [ 27 ] [ 45 ]                      |
| 15. Mai 1942  | Zeche General Blumenthal                    | Recklinghausen                     | Grubenbrand                                                                            | 6 Tote, 6 Verletzte           | Entflammen eines Gummitransportbandes durch Reibungshitze, Erstickungstod in den Brandgasen. | | [ 16 ]                             |
| 26. Juni 1942 | Zeche Fritz-Heinrich                        | Essen – Altenessen                 | Schlagwetterexplosion                                                                  | 45 Tote, 4 Verletzte          | Entzündung von schlagendem Wetter an einer defekten elektronischen Lichtanlage. | Ein Denkmal in Essen-Altenessen ist vorhanden. | [ 16 ] [ 25 ]                      |
| 1. Juli 1942  | Zeche Adolf von Hasemann                    | Dortmund – Mengede                 | Lokabsturz im Schacht und anschließender Kollision mit dem Förderkorb                  | 9 Tote, 2 Verletzte           | | Ein Denkmal und Gräberfeld ist in Dortmund-Mengede. | [ 16 ] [ 25 ]                      |
| 16. Jan. 1943 | Zeche Kaiserstuhl                           | Dortmund                           | Grubenbrand                                                                            | 28 Tote                       | Nicht näher bestimmbare Todesfolgen durch einen Schachtbrand infolge eines Kurzschlusses. | Grabmal auf dem Ostenfriedhof. | [ 16 ] [ 27 ]                      |
| 23. Aug. 1943 | Zeche Dahlbusch                             | Gelsenkirchen – Rotthausen         | Schlagwetter- und Kohlenstaubexplosion                                                 | 34–38 Tote, 12 Verletzte      | Entzündung durch Schießarbeiten. Das Denkmal stammt von Joseph Enseling, es steht unter Denkmalschutz (Nr. A 323) | | [ 16 ] [ 25 ]                      |
| 16. März 1944 | Zeche Hansa                                 | Dortmund                           | Schlagwetterexplosion                                                                  | 94–95 Tote, 37 Verletzte      | | | [ 16 ] [ 25 ]                      |
| 3. Apr. 1944  | Zeche Sachsen                               | Hamm, damals Heessen               | Schlagwetterexplosion                                                                  | 169–171 Tote, 15 Verletzte    | Drittgrößtes Grubenunglück im Ruhrbergbau, achtgrößtes Grubenunglück in Deutschland. 113 der Toten waren Kriegsgefangene. | | [ 16 ]                             |
| 11. Sep. 1944 | Zeche Monopol Schacht Grimberg 3/4          | Bergkamen                          | Schlagwetterexplosion                                                                  | 107 Tote                      | Es war das siebtgrößte Unglück im Ruhrbergbau und das 14.-schwerste im deutschen Bergbau. Vermutlich ausgelöst durch das Rauchen eines Zwangsarbeiters. Bei den Opfern waren 78 Zwangsarbeiter. | | [ 16 ] [ 25 ]                      |
| 23. Feb. 1944 | Zeche Pluto                                 | Herne                              | Bombenangriff                                                                          | 125 Tote                      | Die Opfer waren Kriegsgefangene | | [ 27 ]                             |
| 20. Feb. 1946 | Zeche Grimberg 3/4                          | Bergkamen                          | Schlagwetter- und Kohlenstaubexplosion                                                 | 402–409 Tote                  | Deutschlands schwerstes Grubenunglück. Neben den Bergleuten starben der Werksleiter und drei britische Offiziere der North German Coal Control, die sich unter Tage einen modernen Kohlehobel ansehen wollten. | | [ 16 ] [ 4 ] [ 17 ]                |
| 29. Sep. 1947 | Zeche Consolidation                         | Gelsenkirchen                      | Schlagwetterexplosion                                                                  | 8 Tote                        | Der Grabstein ist als Denkmal eingetragen (Nr. A 332) | | [ 25 ] [ 49 ]                      |
| 4. März 1950  | Zeche Caroline                              | Bochum – Harpen                    |                                                                                        | 11 Tote, 3 Verletzte          | Wassereinbruch | Ehrengräber sind auf dem Hauptfriedhof Bochum zu finden. | [ 16 ] [ 22 ]                      |
| 4. März 1950  | Zeche Schlägel & Eisen                      | Herten                             | Fahrunglück                                                                            | 3 Tote                        | Erschlagen von einem im Blindschacht abstürzenden Förderkorb. | | [ 16 ] [ 27 ]                      |
| 20. Mai 1950  | Zeche Dahlbusch                             | Gelsenkirchen – Rotthausen         | Schlagwetter- und Kohlenstaubexplosion                                                 | 74–78 Tote, 20 Verletzte      | Entzündung vermutlich an einen Grubenbrand. Das Denkmal stammt von Adolf Wamper. Es ist ein eingetragenes Denkmal (A 324). | | [ 16 ] [ 27 ] [ 25 ]               |
| 21. Juni 1950 | Zeche Jupiter                               | Witten                             | Schachteinsturz                                                                        | 3 Tote                        | Betroffen war der Schacht Juno/Renate. | | [ 27 ]                             |
| 11. Apr. 1951 | Zeche Schlägel & Eisen                      | Herten                             | Strebbruch                                                                             | 3 Tote                        | | | [ 16 ] [ 27 ]                      |
| 29. Mai 1951  | Zeche Heinrich Robert                       | Hamm, damals Pelkum                | Schlagwetterexplosion                                                                  | 14–17 Tote, 22–25 Verletzte   | Entzündung vermutlich an einen Grubenbrand. Alternativdatum 29. Mai 1951 | | [ 16 ]                             |
| Juli 1951     | Zeche Shamrock                              | Herne                              | Strebbruch                                                                             | 2 Tote                        | | | [ 27 ] [ 28 ]                      |
| 5. Dez. 1951  | Zeche Mathias Stinnes                       | Essen – Karnap                     | Schlagwetterexplosion                                                                  | 9–10 Tote, 9 Verletzte        | Entzündung vermutlich an einen Grubenbrand. | Ein Denkmal ist in Essen-Karnap vorhanden. | [ 16 ] [ 27 ] [ 25 ]               |
| 6. Dez. 1951  | Zeche Lina 1, Kleinzeche                    | Witten                             | Steinfall                                                                              | 2 Tote                        | Einer der Toten beim Abbau des Flöz Geitling konnte nicht geborgen werden. | | [ 27 ]                             |
| 18. Apr. 1953 | Zeche Centrum                               | Bochum, damals Wattenscheid        | Strebbruch                                                                             | 7 Tote                        | Überlastung des Strebs, Verschüttung durch hereinbrechende Gesteinsmassen. | | [ 16 ] [ 22 ]                      |
| 25. Sep. 1953 | Zeche Eiberg                                | Essen, damals Eiberg               | Verschüttung durch hereinbrechende Gesteinsmassen                                      | 8 Tote                        | Unglück wurde ausgelöst durch das Anfahren von Hohlräumen bei Aufwältigungsarbeiten in einem stillgelegten Schacht | | [ 16 ] [ 51 ]                      |
| 24. Feb. 1954 | Zeche Centrum                               | Bochum, damals Wattenscheid        | Verbrennungstod durch Schlagwetterverpuffung                                           | 7–8 Tote                      | Entzündung an einer durch Steinfall beschädigten elektrischen Lampe. | | [ 16 ] [ 22 ]                      |
| 7. Mai 1954   | Zeche Dahlbusch                             | Gelsenkirchen – Rotthausen         | Schlagwetterexplosion                                                                  | 40–42 Tote, 3–39 Verletzte    | | | [ 16 ]                             |
| 2. Aug. 1954  | Zeche Prinz Regent                          | Bochum – Weitmar                   | Wahrscheinlich Selbstentzündung der Kohle                                              | 11–32 Verletzte               | Gasvergiftung durch plötzlich auftretende Brandgase | | [ 16 ]                             |
| 3. Okt. 1954  | Zeche Hansa                                 | Dortmund, damals Huckarde          | Vermutlich Absturz in den Schacht infolge Bruch einer Schachtarbeitsbühne              | 10 Tote                       | | | [ 16 ]                             |
| 26. Juni 1955 | Zeche Nordstern                             | Gelsenkirchen, damals Horst        | Schlagwetter- und Kohlenstaubexplosion                                                 | 14 Tote                       | Vermutlich durch Schießarbeiten entzündet. Das Denkmal stammt von Joseph Enseling, es steht unter Denkmalschutz (Nr. A 337) | | [ 16 ] [ 27 ] [ 25 ]               |
| 7. Mai 1955   | Zeche Dahlbusch                             | Gelsenkirchen                      | Schachtbruch                                                                           | 0 Verletzte                   | Zur Rettung von drei verschütteten Bergleuten wurde innerhalb von fünf Tagen das Rettungsgerät Dahlbuschbombe entwickelt. Es hatte hier seinen ersten Einsatz. | | [ 52 ] [ 53 ] [ 54 ]               |
| 3. Aug. 1955  | Zeche Dahlbusch                             | Gelsenkirchen – Rotthausen         | Schlagwetterexplosion                                                                  | 40–42 Tote, 3–39 Verletzte    | 25 Bergleute, die sich nah bei dem Explosionsherd befanden, konnten aufgrund des starken Grubenbrandes nicht geborgen werden. Nach dem Abbruch der Rettungsarbeiten wurde diese Gänge zugemauert. | Grabmal in Rotthausen Das Denkmal ist ein eingetragenes Denkmal (A 325) | [ 16 ] [ 25 ] [ 54 ]               |
| 2. März 1958  | Zeche Elisabethenglück                      | Witten, damals Durchholz           | Erstickungstod                                                                         | 4 Tote                        | Vergiftung in den Brandgasen eines Grubenbrandes. | | [ 16 ]                             |
| 31. Juli 1958 | Zeche Holland II                            | Gelsenkirchen-Ückendorf            | Einbruch Schlammmasse                                                                  | 5 Tote                        | Bei der Verfüllung des Schacht kam es zu Wassereinflüssen mit einer fließfähigen Schlammmasse. Zur Bergung der toten Bergleute musste das gesamte Material entfernt werden, welches extrem gefährlich war und lange dauert. Die beiden letzten vermissten Schachthauer wurden an der tiefsten Stelle im Schachtsumpf gefunden. | | [ 16 ] [ 57 ]                      |
| 29. Juli 1959 | Zeche Shamrock I / II / VI / IX             | Herne                              | Strebbruch                                                                             | 7 Tote                        | Zur Trauerfeier kommen tausende Menschen. | | [ 16 ] [ 25 ] [ 27 ] [ 28 ]        |
| 9. März 1962  | Zeche Sachsen                               | Hamm, damals Heessen               | Schlagwetter- und Kohlenstaubexplosion                                                 | 31 Tote, 9–11 Verletzte       | | | [ 16 ]                             |
| 13. Dez. 1962 | Zeche Sachsen                               | Hamm, damals Heessen               | Gebirgsschlag                                                                          | 6 Tote, 5 Verletzte           | | | [ 16 ]                             |
| 27. März 1964 | Zeche Sachsen                               | Hamm                               | Fahrunglück                                                                            | 10 Tote                       | Seilriss bei Seilwechselarbeiten, Erschlagen durch herabfallendes Förderseil. | | [ 16 ] [ 58 ]                      |
| 22. Juli 1965 | Zeche Mont Cenis                            | Herne                              | Schlagwetterexplosion nachfolgend Grubenbrand                                          | 9 Tote, 11 Verletzte          | | | [ 16 ] [ 25 ]                      |
| 3. Aug. 1965  | Zeche Jacobi                                | Bottrop                            | Grubenbrand                                                                            | 2 Tote                        | Die Todesopfer konnten erst am 16. Mai 1966 geborgen werden. | | [ 16 ]                             |
| 17. Dez. 1965 | Zeche Westfalen                             | Ahlen                              | Gebirgsschlag                                                                          | 4 Tote                        | | | [ 27 ]                             |
| 16. Feb. 1966 | Zeche Rossenray                             | Kamp-Lintfort                      | Schlagwetterexplosion                                                                  | 16 Tote, 1 Verletzte          | Entzündung durch Funkenschlag bei Arbeiten an der elektrischen Streckenbeleuchtung. | | [ 16 ] [ 25 ] [ 3 ]                |
| 29. Sep. 1967 | Zeche Shamrock                              | Herne                              | Strebbruch                                                                             | 4 Tote                        | Das Unglück ereignet sich kurz vor der Stilllegung der Zeche. Erst nach 58 Tagen wird der erste Tote geborgen und die Beisetzung erfolgt erst 65 Tage nach dem Unglück. | | [ 27 ] [ 28 ]                      |
| 4. Okt. 1968  | Zeche Minister Achenbach                    | Lünen, damals Brambauer            | Schlagwetter- und Kohlenstaubexplosion                                                 | 17 Tote, 8 Verletzte          | Vermutliche Entzündung durch Metallreibungsfunken. | Ein Ehrengrab ist auf dem Friedhof Lünen-Brambauer. | [ 16 ] [ 25 ] [ 3 ]                |
| 13. Aug. 1970 | Zeche Minister Stein                        | Dortmund - Eving                   | Wassereinbruch                                                                         | 3 Tote, 8 Verletzte           | Wassereinbruch nach Schießarbeiten | | [ 16 ]                             |
| 4. Mai 1971   | Zeche Hannover                              | Bochum – Hordel                    | Gebirgsschlag                                                                          | 6 Tote                        | Verschüttung durch hereinbrechende Gesteinsmassen infolge eines Strebbruches. Es war das letzte tödliche Unglück in Bochum. | | [ 16 ]                             |
| 13. Jan. 1977 | Zeche Sachsen                               | Hamm – Heessen                     | Schlagwetterexplosion                                                                  | 2 Tote, 1 Verletzter          | Entzündung der schlagenden Wetter vermutlich durch Funkenschlag infolge des Aufschlagens von Sturzbergen. | | [ 16 ]                             |
| 27. Okt. 1977 | Zeche Schlägel & Eisen                      | Herten                             | Grubenbrand                                                                            | 7 Tote                        | Erstickungstod in den Brandgasen | | [ 16 ] [ 27 ]                      |
| 22. März 1979 | Zeche Hansa                                 | Dortmund – Huckarde                | Schlagwetterexplosion                                                                  | 7 Tote, 1 Verletzer           | Grund war wahrscheinlich eine unzureichende Bewetterung. | Gedenkstein in Dortmund-Huckarde. | [ 16 ] [ 25 ]                      |
| 10. Feb. 1982 | Zeche Minister Achenbach                    | Lünen - Brambauer                  | Strebbruch                                                                             | 3 Tote, 2 Verletzte           | | | [ 16 ]                             |
| 16. Feb. 1984 | Zeche Consolidation                         | Gelsenkirchen – Schalke            | Strebbruch                                                                             | 5 Tote                        | Das Unglück ereignete sich um 0 Uhr. Fünf eingeschlossene Bergleute wurden nach knapp acht Stunden unverletzt gerettet. Bei der Rettung waren 51 Bergleute beteiligt. Weitere fünf Verschüttet konnten nur noch tot geborgen werden. Der letzte von vier türkischen und einen deutschen Bergmann, die zum Opfer fielen, wurde am 19. Februar geborgen. Über das Unglück gibt es eine kurze Fotoreportage in „Untertage Übertage – Bergarbeiterleben heute“ | | [ 16 ] [ 61 ]                      |
| 15. Apr. 1992 | Zeche Haus Aden Schacht Grimberg 3/4        | Bergkamen                          | Schlagwetter- und Kohlenstaubexplosion                                                 | 7 Tote                        | Sechs Männer (Alter 20 bis 43 Jahre) starben gegen 17 Uhr auf Flöz Sonnenschein. Ein siebter wurde schwer verletzt, konnte sich aber retten und Alarm geben. Er wurde in die Dortmunder Unfallklinik geflogen und erlag dort seinen schweren Verbrennungen. | | [ 16 ]                             |
| 6. Nov. 1992  | Zeche Ewald / Schlägel und Eisen            | Herten                             | Zerquetschung                                                                          | 2 Tote                        | Aufgrund fehlerhaften Verhaltens des Fördermaschinisten wurden zwei Bergleute zwischen Schachtwand und Förderkorb zerquetscht. | | [ 16 ]                             |

## Künstlerische Rezeption
- Schlagende Wetter von 1923 ist ein naturalistischer Stummfilm, der eine Dreiecksgeschichte vor dem Hintergrund einer genauen Milieustudie im Bergwerksmilieu erzählt. Höhepunkt ist die Rettung von zwei der Hauptfiguren nach einer Verschüttung nach mehreren Tagen. Der Film handelt nicht explizit im Ruhrrevier, aber durch seine Aufführung zur Zeit der Ruhrbesetzung wurde er solidarisch mit dem Ruhrgebiet verbunden.[62]
- Vor dem Hintergrund der Völkerbundidee thematisierte Georg Wilhelm Pabst im Jahre 1931 die internationale Solidarität von Bergleuten mit dem Film Kameradschaft. Die Handlung des Films ähnelt den Ereignissen von 1905, als die Grubenwehren aus dem Ruhrgebiet beim Bergwerksunglück von Courrières nach Frankreich zu Hilfe kamen. Die Dreharbeiten fanden zwischen Juni und September 1931 in Gelsenkirchen in den Zechen Hibernia, Alma und Consol statt.
- Die Fernsehserie Rote Erde aus den 1980er zeigt die Geschichte einer fiktiven Zeche mit Bergarbeitersiedlung im Ruhrgebiet vom Ende des 18. Jahrhunderts über etwa 70 Jahren. Verschiedene Grubenunglücke sind ein Teil der Handlung.

## Filme
- Mythos Grimberg - Deutschlands schwerstes Grubenunglück | Heimatflimmern | WDR